# Tombeaux des Princes

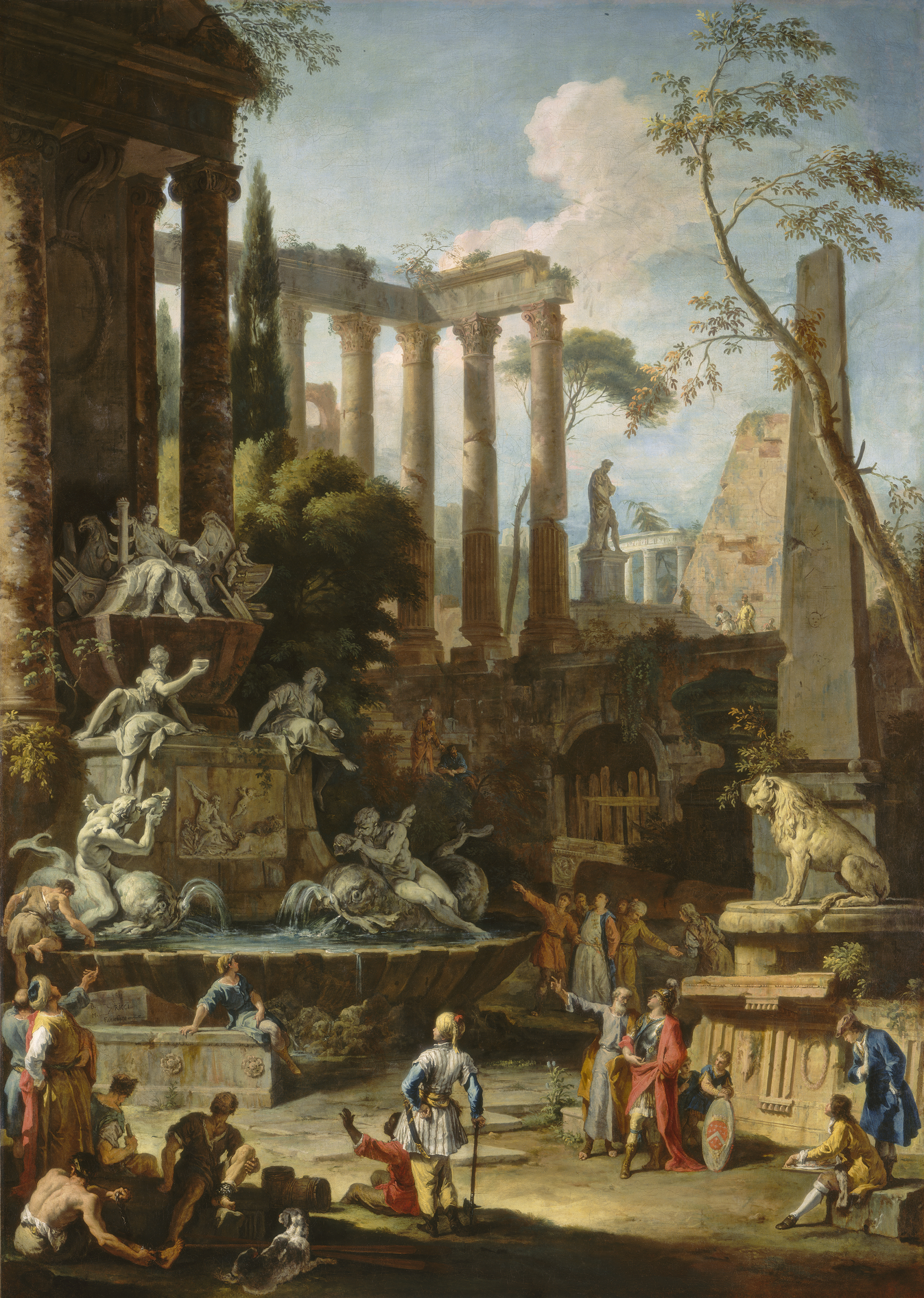
Sebastiano e Marco Ricci,Tomba allegorica dell'ammiraglio sir Clowdisley Shovell, 1725, Washington, National Gallery of Art

I Tombeaux des Princes, nella forma estesa Tombeaux des Princes, des Grands Capitaines et autres Hommes illustrres qui ont fleuri dans la Grande-Bretagne vers la fin du XVII. & le commencement du XVIII. Siécle (Tombe di principi, di condottieri e altri uomini illustri fioriti in Gran Bretagna verso la fine del XVII secolo e e l'inizio del XVIII), sono una serie di dipinti e incisioni derivate su soggetti concepiti dall'impresario teatrale Owen McSwiny (1676-1754). I dipinti vennero commissionati dall'impresario a diversi pittori attivi a Venezia o Bologna, le incisioni furono realizzate a Parigi sulla base delle copie disegnate in Italia.

## Storia e descrizione
Owen (o Eugene) McSwiny (o Mac Swiny) era un impresario teatrale irlandese che produceva rappresentazioni di opere italiane nei teatri londinesi di Drury Lane e Haymarket. Nel 1713 oberato dai debiti e divenuto insolvente si trasferì nell'Europa continentale per quasi vent'anni per operare come agente per l'acquisto di opere d'arte per il suo protettore Charles Lennox conte di March ma anche come mercante. Qui viaggiò tra Parigi, i Paesi Bassi e Vienna finché si stabilì in Italia, per lo più a Venezia.
Nel 1720 l'impresario si accordò con il Lennox, che dal 1723 divenne secondo duca di Richmond, per procurargli una serie omogenea di opere destinate ad essere esposte nelle sala da pranzo della residenza ducale di Goodwood House dove rimasero fino alla ristrutturazione in stile Regency del 1790. Il tema generale era la celebrazione dei Whigs attraverso i suoi personaggi non solo i combattenti della "rivoluzione gloriosa" del 1688 ma anche i politici che ne attuarono le modifiche costituzionali e gli intellettuali fioriti nel nuovo ambiente liberale e preilluminista inglese.
McSwiny scelse di commissionare le singole opere a due o tre artisti specializzati rispettivamente nella pittura di figure, di prospettive architettoniche e di paesaggi. Una situazione abbastanza diffusa a Bologna dove l'alleanza tra figuristi e quadraturisti era piuttosto consueta all'inizio del Settecento. Un sistema di collaborazione praticato allora in misura minore anche a Venezia dove furono proprio alcuni artisti veneziani a iniziare la serie nel 1722.
Per quanto gli artisti interpellati fossero abituati alle collaborazioni trovarono i soggetti richiesti dall'irlandese, dall'atteggiamento riservato, piuttosto misteriosi. Questa situazione venne ricordata pochi anni dopo da Giampietro Zanotti:
(Giampietro Zanotti, Storia dell’Accademia Clementina di Bologna, vol. 2, p. 121 [recte 221])
L'esecuzione prevedeva l'illustrazione una serie di capricci rappresentanti fantasiosi monumenti sepolcrali dedicati ai vari personaggi illustri. Il gusto squisitamente rococò dei pittori li pone comunque lontani dall'apparente sentimento preromantico dei soggetti, lontani dal senso della morte che pervaderà poi i Sepolcri del Foscolo o l'Elegia del Gray, specialmente nel contorno di piccole figure aggraziate e anche festose. Un sapore non perfettamente consono al gusto inglese tradizionalmente contrario agli eccessi decorativi. E infatti alcuni dipinti vennero rifiutati. Tuttavia l'impresario riuscì invece a venderle a sir William Morice, piuttosto fortunatamente come ricordava Joseph Smith, futuro console inglese a Venezia, e amico di McSwiny, in una lettera del 1729.

### Le stampe

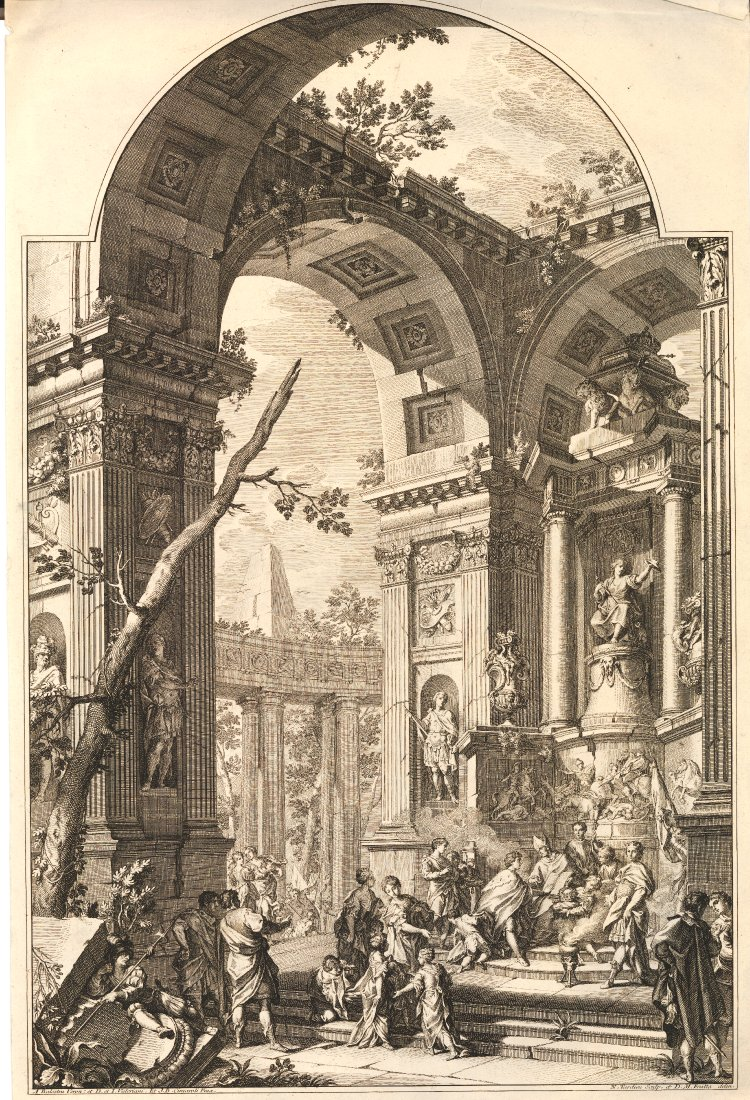
Nicolas Tardieu (da Antonio Balestra, Domenico Valeriani, Giuseppe Valeriani, Giovanni Battista Cimaroli; disegno Domenico Maria Fratta), Tomba allegorica di Guglielmo III di Orange, ante 1737, incisione
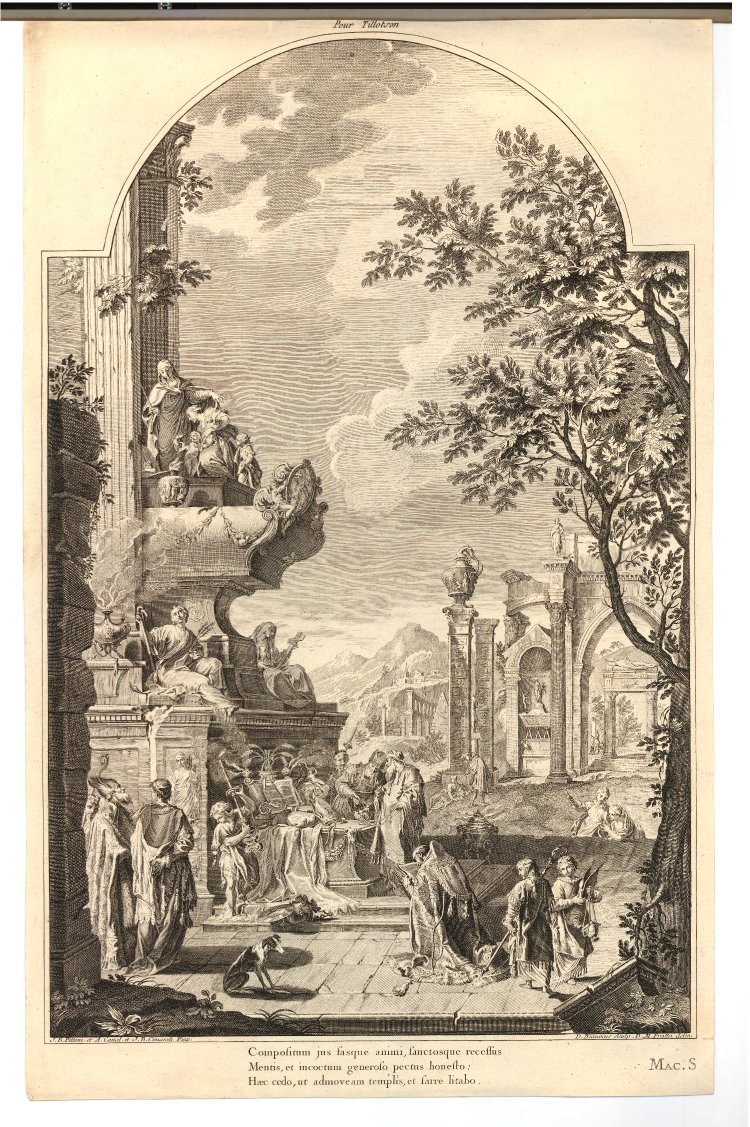
Nicolas Beauvais (da Giovanni Battista Pittoni, Antonio Canaletto, Giovanni Battista Cimaroli; disegno Domenico Maria Fratta), Tomba allegorica dell'arcivescovo Tillotson, ante 1737, incisione
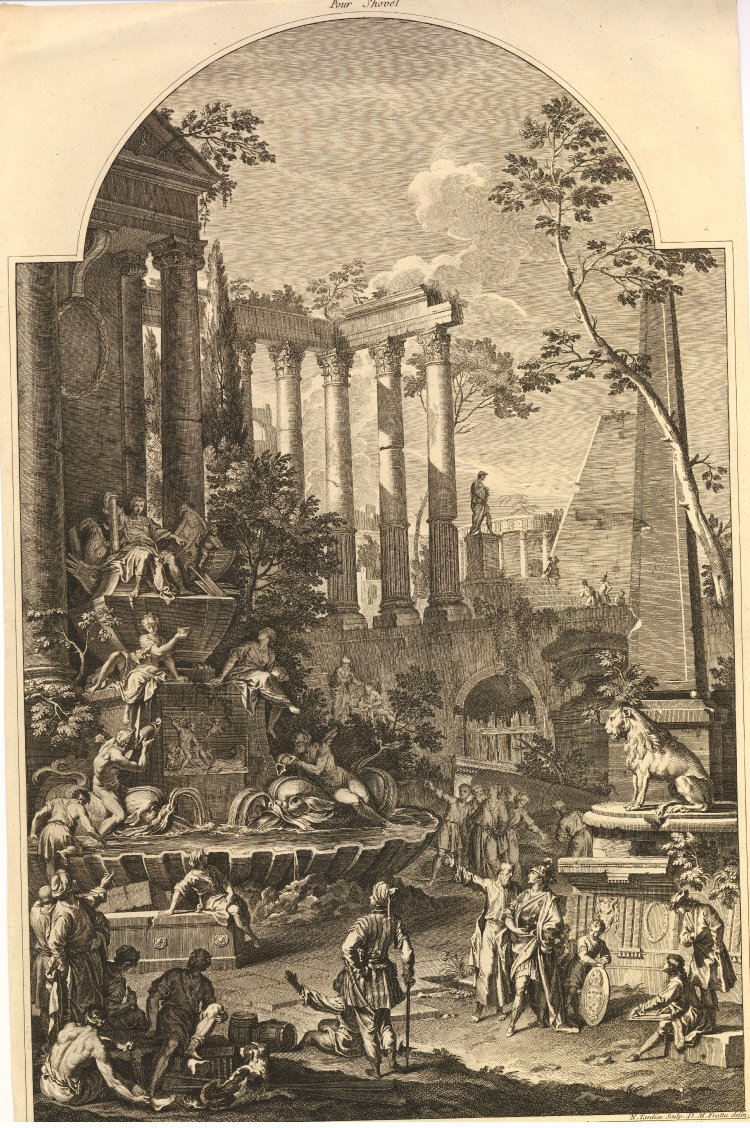
Jacques Tardieu (da Sebastiano Ricci, Marco Ricci; disegno Domenico Maria Fratta), Tomba allegorica dell'ammiraglio Shovell, ante 1737, incisione
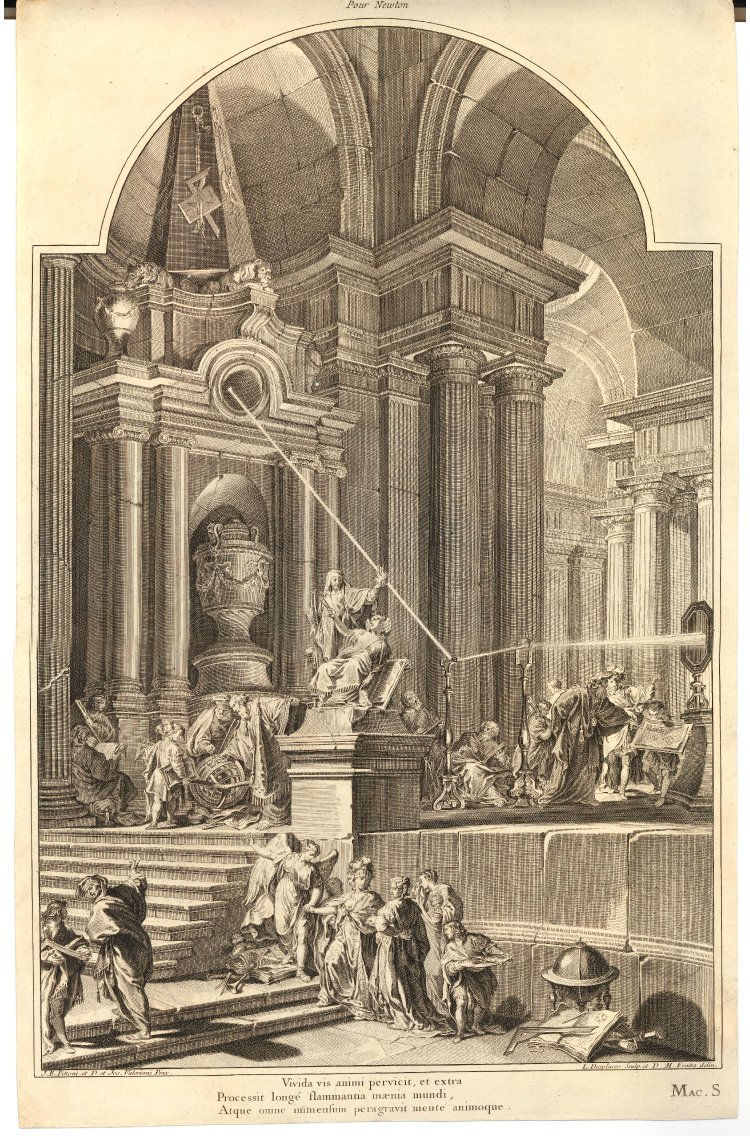
Louis Desplaces (da Giovanni Battista Pittoni, Domenico Valeriani, Giuseppe Valeriani; disegno Domenico Maria Fratta), Tomba allegorica di sir Isaac Newton, ante 1737, incisione
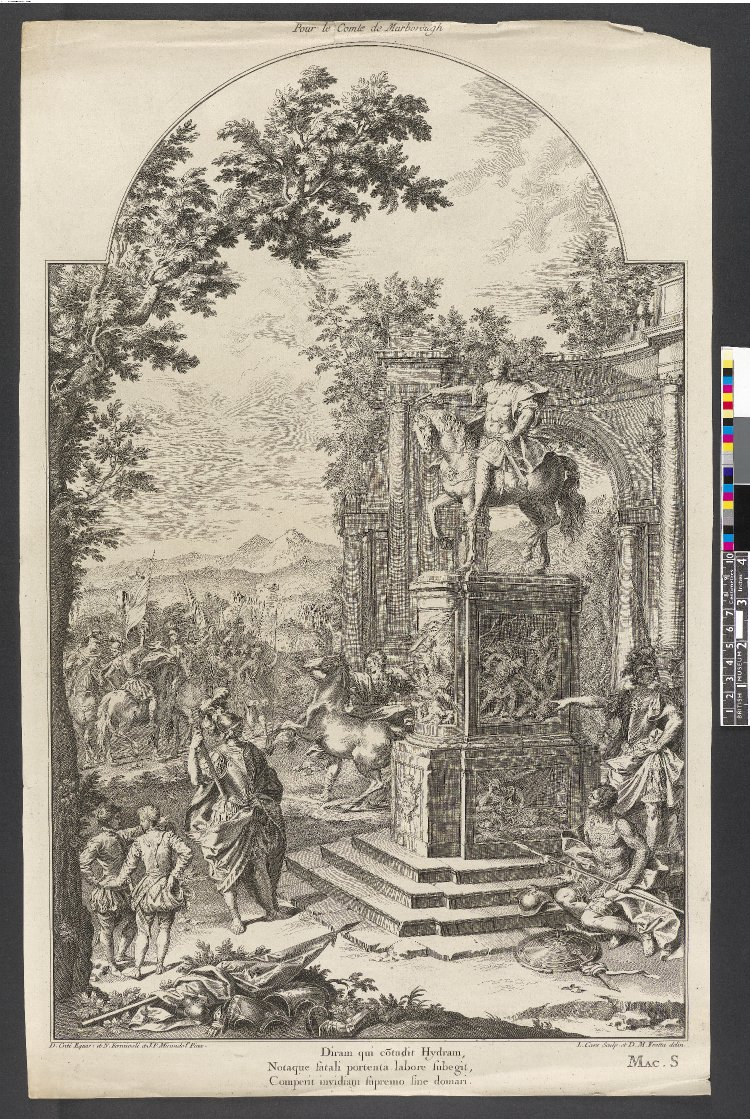
Laurent Cars ( da Donato Creti, Pietro Paltronieri, Nunzio Ferrajuoli; disegno Domenico Maria Fratta), Tomba allegorica del duca di Marlborough, ante 1737, incisione
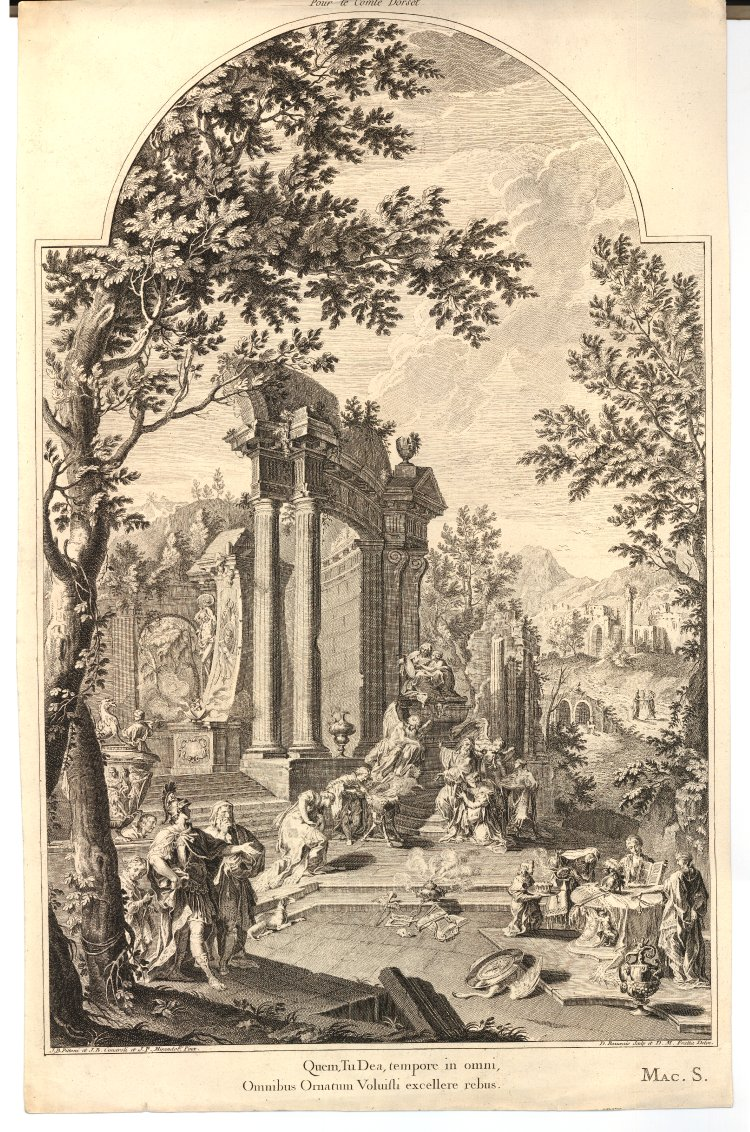
Nicolas Beauvais (da Giovanni Battista Pittoni, Pietro Paltronieri, Giovanni Battista Cimaroli; disegno Domenico Maria Fratta), Tomba allegorica di Charles Sackville, VI conte di Dorset, ante 1737, incisione
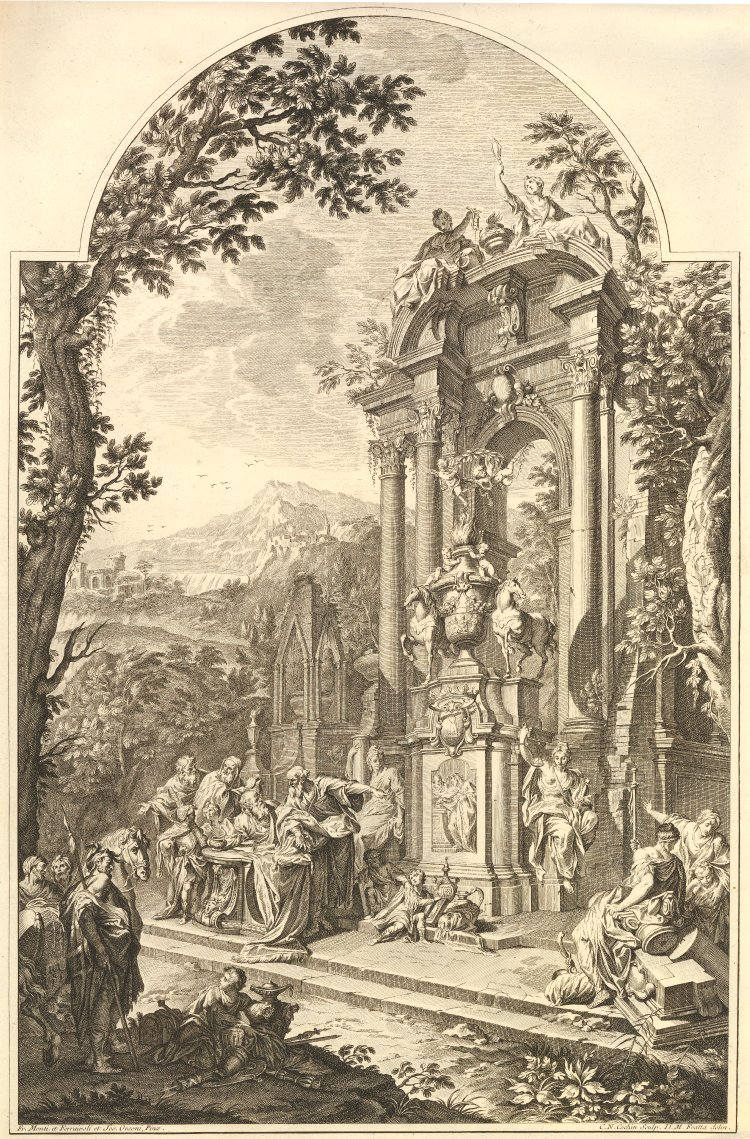
Charles Nicolas Cochin il vecchio (da Francesco Monti, Giuseppe Orsoni, Nunzio Ferrajuoli, disegno di Domenico Maria Fratta), Tomba allegorica del cancelliere Cowper, ante 1737, incisione
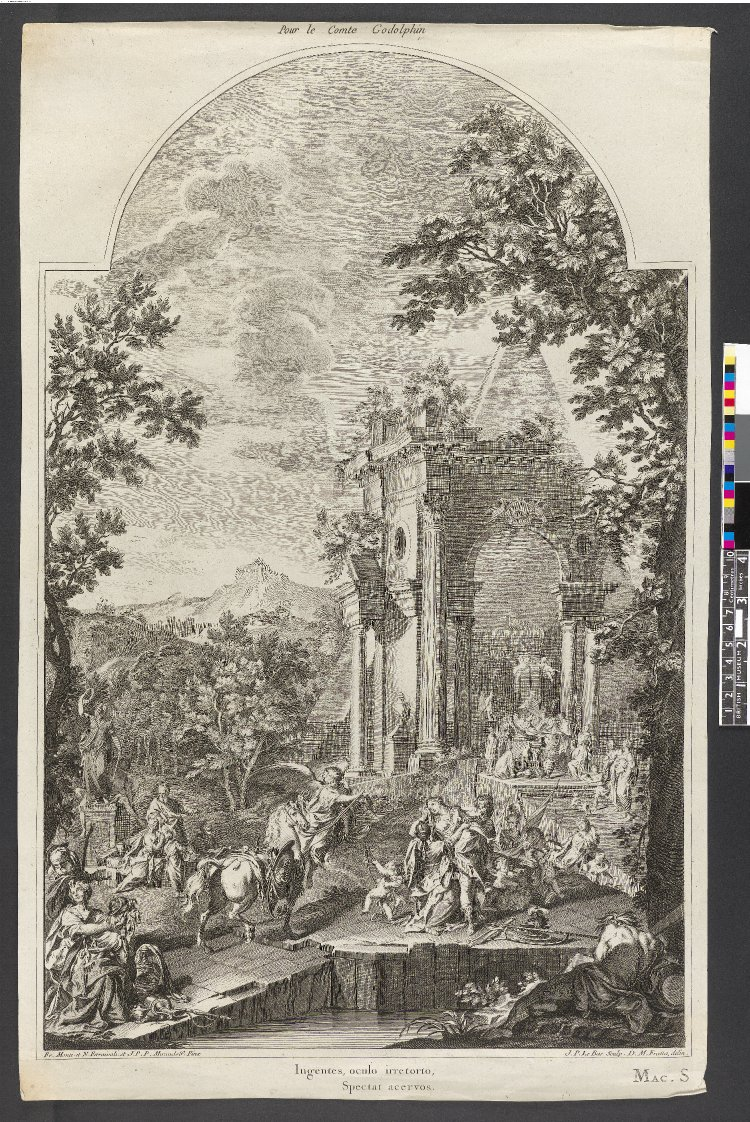
Jacques Philippe Le Bas (da Francesco Monti, Giuseppe Perraccini, Nunzio Ferrajuoli; disegno Domenico Maria Fratta), Tomba allegorica del conte di Godolphin, ante 1737, incisione
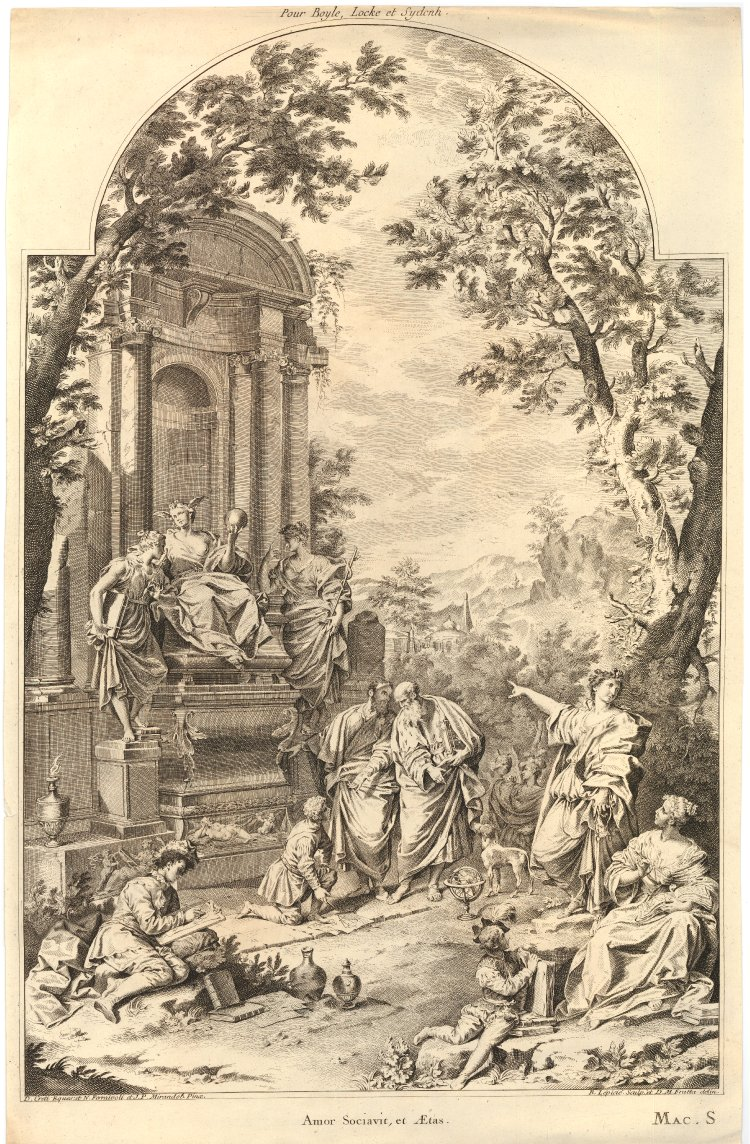
Bernard Lépicié (da Donato Creti, Carlo Besoli, Nunzio Ferrajuoli; disegno Domenico Maria Fratta), Tomba allegorica di Boyle, Locke e Sydenham, incisione, ante 1737, incisione

Per ottenere un maggior guadagno dal ciclo l'irlandese pensò anche di ricavarne una serie di stampe che nel 1734-35 promosse con un opuscolo intitolato To the Ladies and Gentleman of Taste in Great-Britain and Ireland [Alle signore e signori di buon gusto in Gran Bretagna e Irlanda] dove dei 24 soggetti previsti ne prometteva già 15, di cui 8 già disponibili ma ne furono realizzati a stampa solo 11.

Le pubblicazioni prevedevano anche delle pagine introduttive per ogni singola opera che avrebbero dovuto esplicitarne il senso. Alcune rimostranze dei sottoscrittori indussero ad aggiungere un più esteso testo esplicativo stampandolo all'interno degli infolio delle pagine introduttive. In effetti George Vertue ricordava nei suoi appunti che nella dimora dello stesso duca di Richmond i quadri erano esposti accompagnati da un testo che ne spiegava il significato.

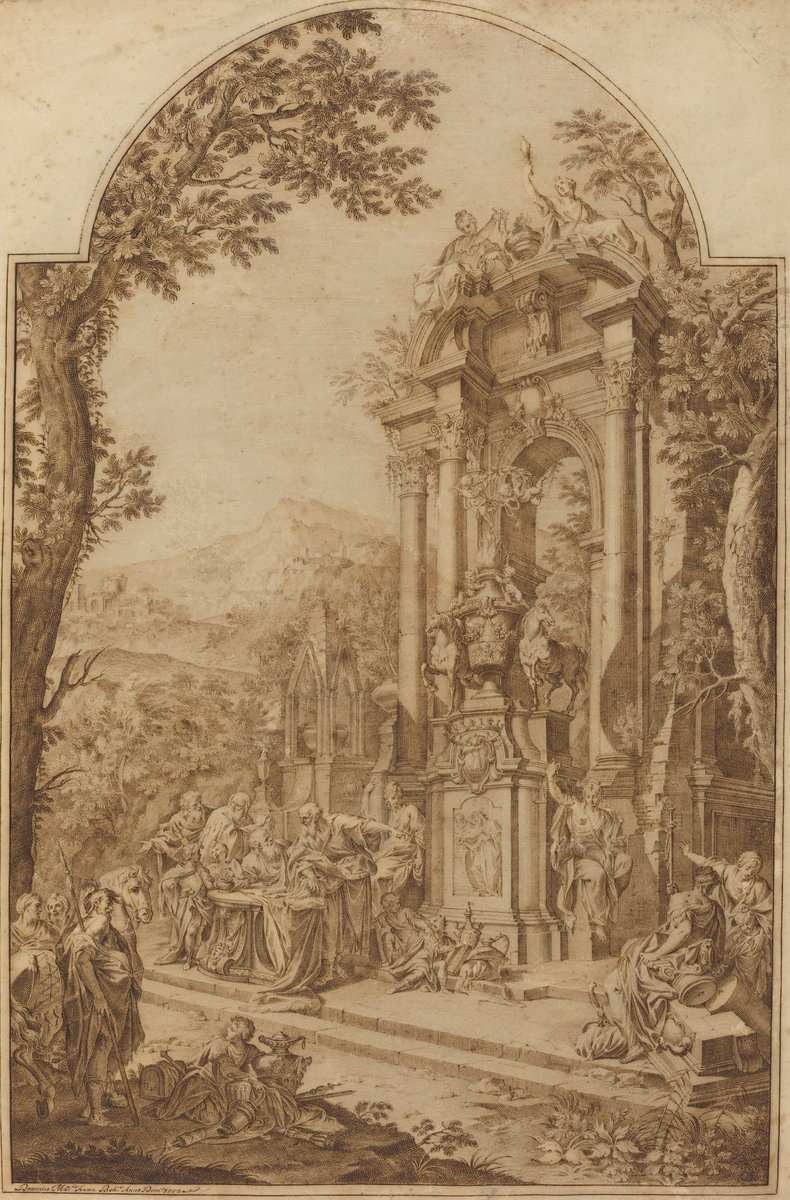
Domenico Maria Fratta, Tomba allegorica del cancelliere Cowper, 1732, penna su carta, 62,3 x 44,3 cm, Washington, National Gallery

I disegni per le riproduzioni erano stati affidati a Domenico Fratta, come annunciato dallo Zanotti già nel 1737. Di questi ne sono stati rintracciati solo due, conservati attualmente alla National Gallery di Washington. Le incisioni vennero realizzate a Parigi da un gran numero di calcografi francesi la cui abilità godeva allora di un notevole apprezzamento, tra questi spicca la figura di Charles-Nicolas Cochin il Vecchio. Sempre aa artisti francesi vennero assegnati i bozzetti delle pagine introduttive François Boucher ne disegnò otto, Charles-André van Loo due e l'ornatista Pierre-Josse Perrot un'altra. Non è tuttavia al luogo di incisione che si deve l'uso estensivo della lingua francese quanto allo status socio culturale dei potenziali clienti: per l'élite inglese la cultura francese a quel tempo era vista come un modello di cortesia e istruzione.
Le riproduzioni dei dipinti erano incise su lastre grandi ciascuna circa 64 x 44 cm e come d'uso riportavano i nomi dei pittori, degli incisori e dell'unico disegnatore oltre a qualche verso in latino a commento e alla sigla «Mac.S». È da segnalare come McSwiny rivendicasse la propria creatività segnalando i nomi degli artisti solo con «pinx.» (pinxit/pinxerunt) anziché «inv.» (inventavit/inventaverunt) oltre a commettere qualche errore e omissione nel comunicare agli incisori i nomi dei pittori.

Sette serie complete di stampe sono note: alla British Library di Londra, alla Bibliothèque Nationale de France, alla Biblioteca Marciana di Venezia, al Getty Research Institute di Los Angeles, alla New York Public Library e alla Morgan Library di New York che ne possiede due esemplari. Un altro serie completa è andata perduta a Berlino durante la seconda guerra mondiale. Esistono anche alcune stampe isolate sparse in qualche collezione.

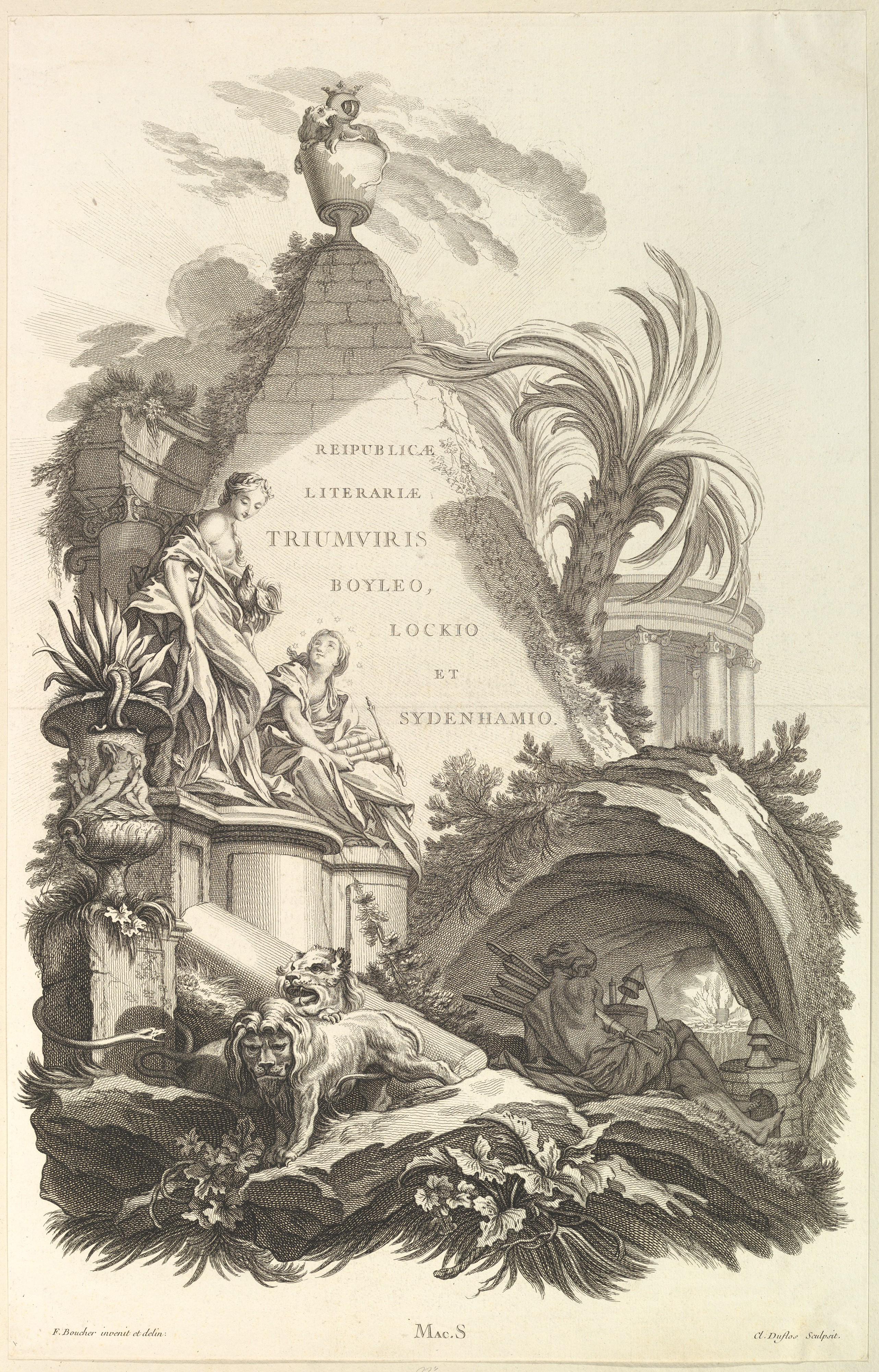
Claude Augustin Duflos le Jeune da François Boucher, Tomba allegorica di Boyle, Locke e Sydenham, 1736 circa, calcografia, 64,5 x 41,2 cm, New York, Metropolitan Museum

Basandosi su una nota manoscritta sul frontespizio calcografico dell'esemplare della BnF e a quella espressa a stampa nel frontespizio invece tipografico di altri esemplari, come quello della British Library, furono stampate in parte probabilmente a Parigi nel 1737 e ristampate a Londra nel 1741.
Anche le esecuzioni delle incisioni introduttive furono curate con attenzione da McSwiny segnalando le simbologie, per lo più basate sulla Iconologia di Cesare Ripa, atte ad evocare appropriatamente la personalità del dedicatario. Per la sua complessità vale la pena descrivere quella per la tomba allegorica di John Locke, Robert Boyle e Thomas Sydenham dove in una complessa struttura dominata da una piramide, simbolo dell'eternità, con la dedica REIPUBLICAE LITERARIAE TRIUMVIRIS BOYLEO, LOCKIO ET SYDENHAMIO (ai triumviri della repubblica delle lettere…). A sinistra sopra un alto piedistallo sono due statue allegoriche: una, la medicina di Sydenham, sostiene un gallo e reca un bastone su cui si avvolge un serpente; l'altra, la filosofia di Locke, porta uno scettro e dei libri, volge lo sguardo al cielo ed è coronata da un'aureola di stelle. Un trattamento diverso he l'omaggio a Boyle, indefesso propugnatore della ricerca empirica, rappresentato da una figura muscolosa che in una caverna alimenta il fuoco con un mantice affiancato da alcuni alambicchi. Alcuni elementi patriottici integrano l'immagine: l'urna che sormonta la piramide con l'elmo ed il drago del patrono inglese San Giorgio e in basso il leone britannico ruggisce minaccioso.
Non è chiaro il motivo per cui McSwiny dovette interrompere la pubblicazione della serie. È stato supposto uno scarso successo tra il pubblico dovuto al suo barocchismo lontano dal gusto inglese già tendente al classico, tuttavia la sopravvivenza di sette serie complete, sufficientemente alta per delle stampe antiche, fa invece supporre una discreta diffusione. Certamente l'irlandese non era molto oculato negli investimenti e potrebbe essersi trovato nuovamente insolvente. Un'altra ipotesi fa risalire la cessazione alla riduzione del prestigio dei Whigs, ai cui personaggi il complesso dell'opera era dedicato.

### Opere rintracciate
Dei 24 dipinti annunciati ne sono stati rintracciati 20, tra originali o copie, alcuni poco documentati.

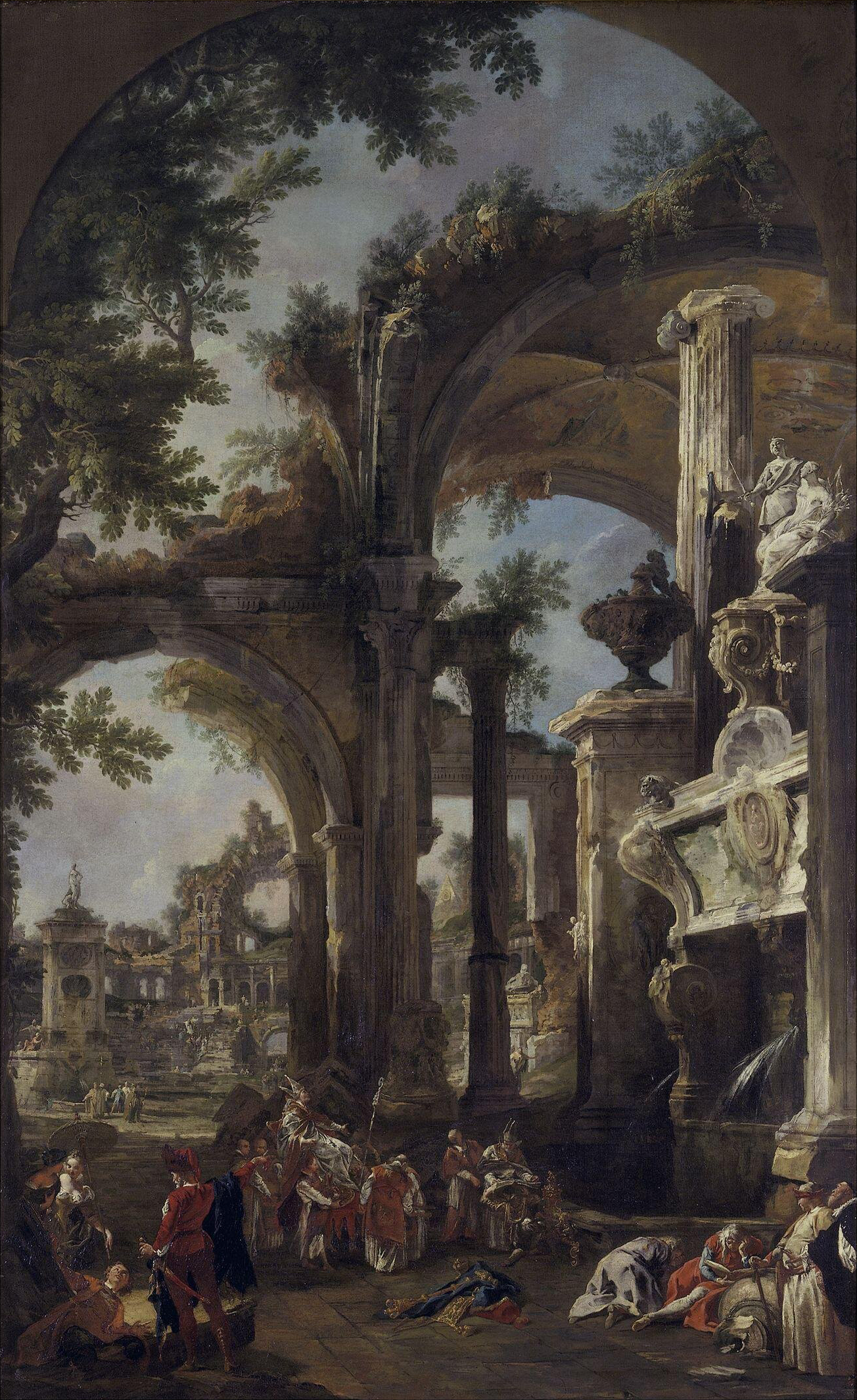
Giambattista Piazzetta, Antonio Canal, Giambattista Cimaroli, Tomba allegorica di John Somers, lord cancelliere d'Inghilterra, 1726 circa, Londra, Victoria & Albert Museum

#### Tomba allegorica di John Somers lord cancelliere d'Inghilterra
Giambattista Piazzetta (figurista), Antonio Canal (prospettive), Giambattista Cimaroli (paesaggista), 1722 circa, olio su tela, 218,5x142,2 cm, Londra, Victoria and Albert Museum. Copia nella collezione Hinton Ampner, Hampshire.
Nel capriccio rovinistico due vescovi, uno portato su di un trono da alcuni religiosi, a sinistra della vasca sotto l'urna fanno forse riferimento a quando Somers sostenne legalmente i sette vescovi che si opponevano alla «Dichiarazione di indulgenza» per re Giacomo II. Il soldato galante, le fanciulle e le figure a destra sono probabilmente un divertissement. Il manto con la mazza ed il cuscino a terra fanno riferimento all'autorità di Lord Cancelliere del Somers. Alla sommità del monumento stanno le statue allegoriche della Giustizia e della Pace.  Non è stato pubblicato tra le incisioni.

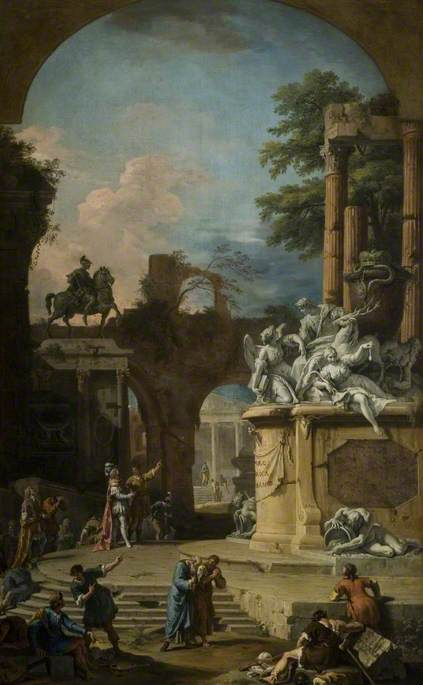
Sebastiano e Marco Ricci: Tomba allegorica del primo duca di Devonshire, 1725 circa, Biringham, Barber Institute of Fine Arts

#### Tomba allegorica del primo duca di Devonshire
Sebastiano Ricci (figurista), Marco Ricci (prospettive e paesaggista), 1725, olio su tela, 217,8x138,4 cm, Birmingham, Barber Institute of Fine Art. 
Il dipinto fonde insieme le figure tardo barocche di Sebastiano con le fresche e luminose vedute immaginate tipiche della maturità di Marco. Non è stato pubblicato tra le incisioni.

#### Tomba allegorica dell'ammiraglio sir Cloudesly Shovell
Sebastiano Ricci (figurista), Marco Ricci (prospettive e paesaggista), 1726 circa, olio su tela, 222,1x158,8 cm, Washington, National Gallery of Art.
Come nel dipinto per il Devonshire si fondono insieme le figure tardo barocche di Sebastiano con le fresche e luminose vedute immaginate tipiche della maturità di Marco. L'opera fu riprodotta a stampa da Jacques Tardieu, accompagnata dai versi «O Nimium coelo et pelago confise sereno» (O, fidatoti troppo del cielo e del mare sereno, Virgilio, Eneide, libro V, 870) la tavola introduttiva fu disegnata da Boucher ed incisa sempre dal Tardieu.

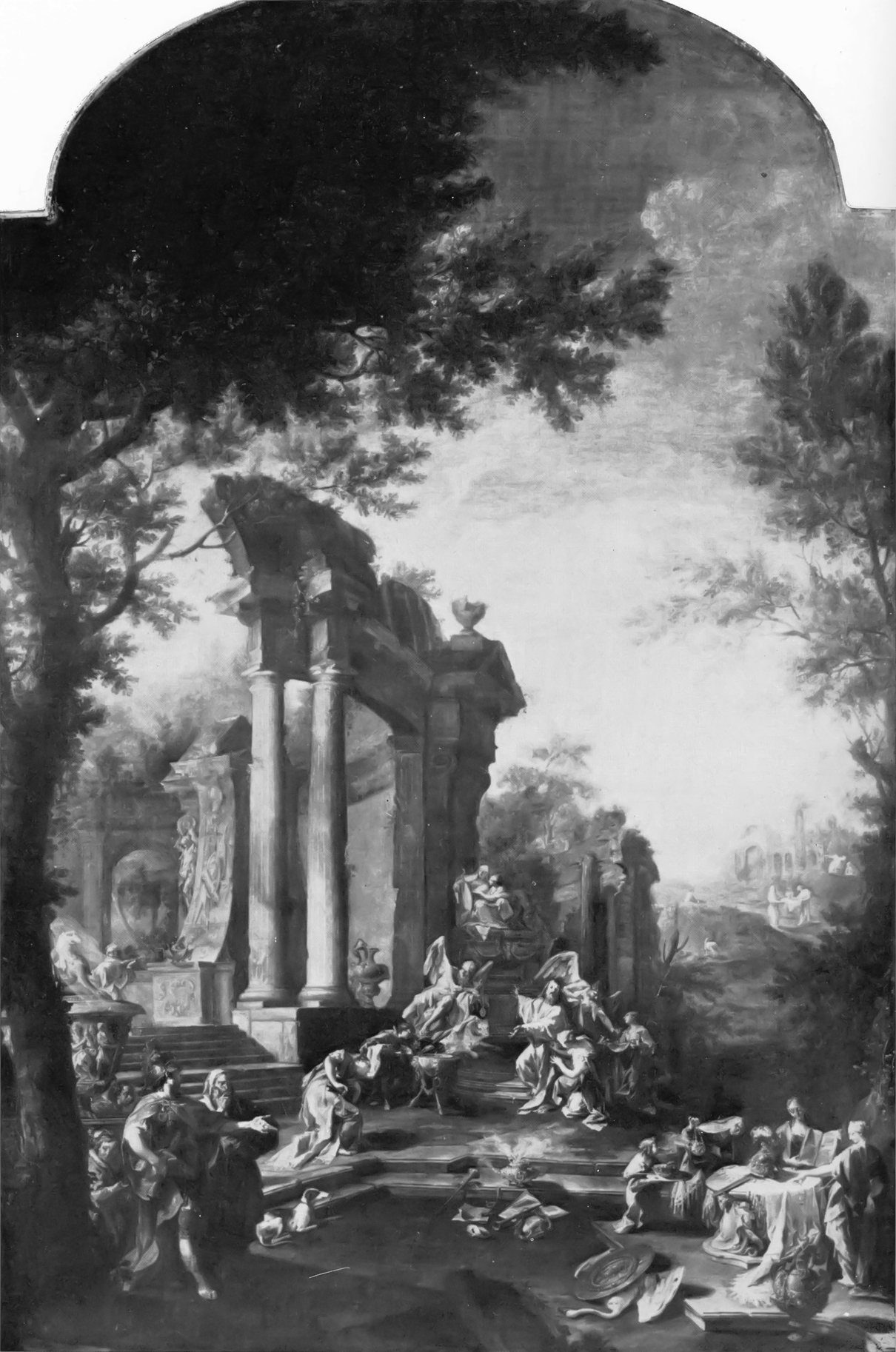
Tomba allegorica di Charles Sackville, 6º conte di Dorset, 1726 circa, ubicazione ignota

#### Tomba allegorica di Charles Sackville, 6º conte di Dorset
Giambattista Pittoni (figurista), Pietro Paltronieri il Mirandolese (prospettico), Giambattista Cimaroli (paesaggista), 1726 circa, olio su tela, 220x140,25 cm, ubicazione ignota. Una copia di dimensioni ridotte e in grisaille era alla Cassa di risparmio di Venezia.
Le aggraziate figure del Pittoni si propongono con un gusto pienamente rococò mentre le architetture del Mirandolese ripetono il suo consueto repertorio classicheggiante.
La tavola di riproduzione fu incisa da Nicolas Dauphin de Beauvais e riporta i versi «Quem, Tu Dea, tempore in omni, Omnibus Ornatum voluisti excellere rebus» (Che tu, o dea, in ogni occasione hai voluto si distinguesse dotato di tutte le qualità. – Lucrezio, De Rerum Natura, 1, 26-27). La tavola introduttiva disegnata dal Boucher ed incisa da Michel Aubert.

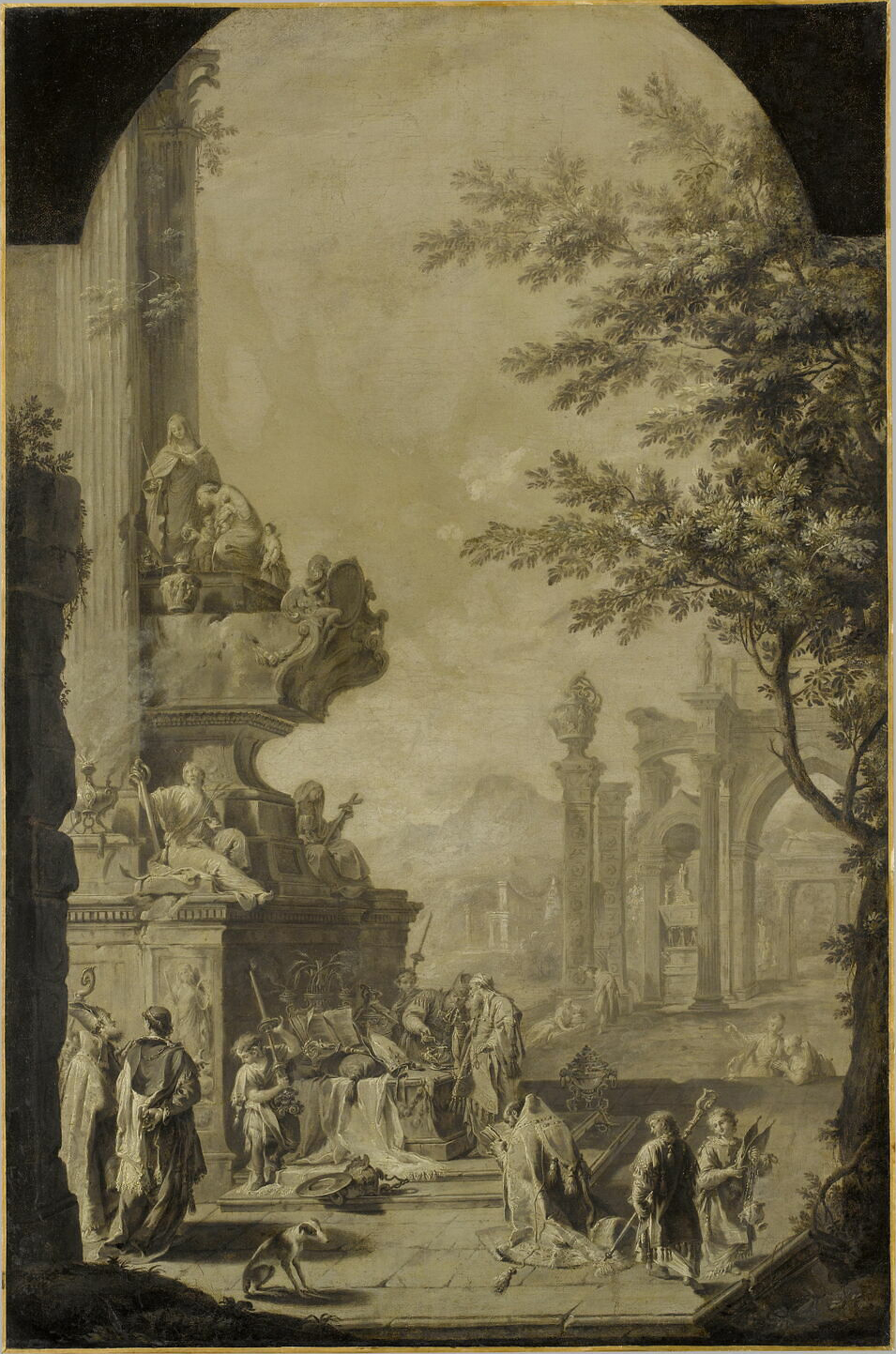
Bottega di Gimbattista Pittoni, Tomba allegorica dell'arcivescovo Tillotson, s.d., Parigi, Louvre

#### Tomba allegorica dell'arcivescovo Tillotson
Giambattista Pittoni (figurista), Antonio Canal (prospettico), Giambattista Cimaroli (paesaggista), 1722-1726, olio su tela,  218x138 cm, Liverpool, collezione privata?. Una copia è (o era nel 1977) in una collezione privata londinese, un'altra di dimensioni ridotte (80x53 cm) e in grisaille è al Louvre.
Nell'usuale capriccio rovinistico la statua della Carità domina il monumento, più in basso sono le statue sedute dalla Fede e della Speranza. Alla base è un altare con appoggiati un libro e gli episcopali pastorale e mitria. Dalle architetture dello sfondo traspare l'influenza di Marco Ricci sul giovane Canaletto. Le figure del Pittoni, finite quattro anni dopo il lavoro degli altri pittori, rivelano la sua maturazione ormai pienamente rococo.
La tavola illustrativa incisa dal Beauvais porta i versi  «Compositum jus fasque animi, sanctosque recessus / Mentis, et incoctum generoso pectus honesto: / Haec cedo, ut admoveam templis, et farre litabo» («Armonia dello spirito, rettitudine, puri pensieri, / un animo colmo di giustizia magnanima: / questi i doni che reco per accostarmi ai templi, / e con il nudo farro accompagnerò la preghiera», Persio, Satire, 2, 73-75). Il fregio della pagina introduttiva è stato disegnato da Boucher ed inciso da Nicolas de Larmessin IV.

#### Tomba allegorica di ]ames, conte di Stanhope

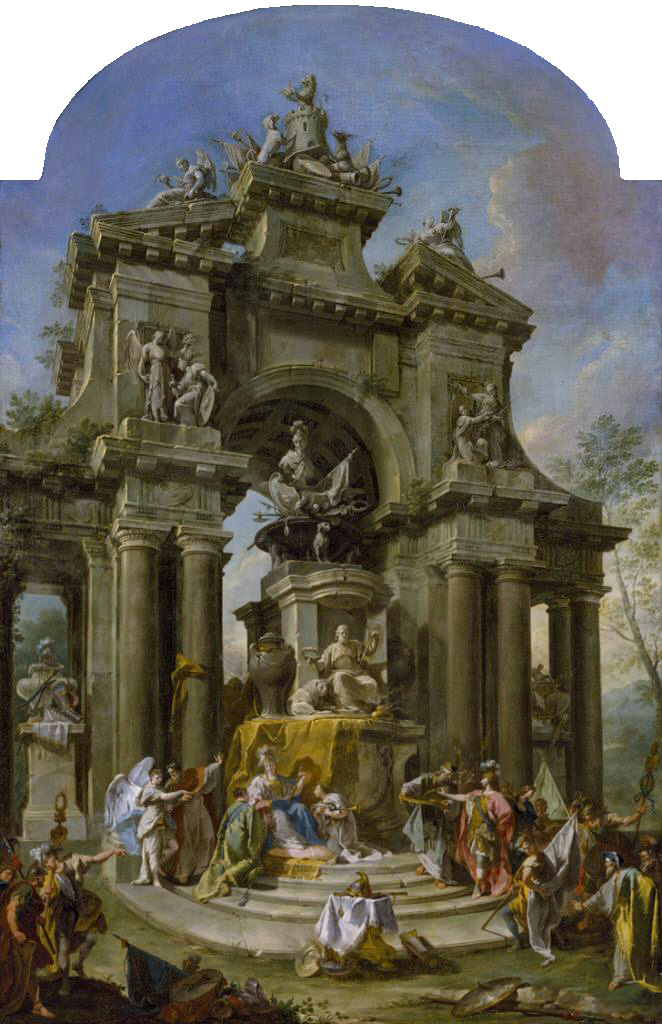
Giambattista Pittoni, Antonio Canal, Giambattista Cimaroli, Tomba allegorica di ]ames, conte di Stanhope, 1726-1727, olio su tela, 221x142,3 cm, Norfolk, Chrysler Museum

Giambattista Pittoni (figurista), Antonio Canal ? (prospettico), Giambattista Cimaroli ? (paesaggista), 1726-1727, olio su tela, 221x142,3 cm, Norfolk, Chrysler Museum. Una copia di dimensioni ridotte e in grisaille è al John and Mable Ringling Museum of Art di Sarasota.
L'opera presenta dei problemi attributivi in quanto firmata soltanto «Gio. Batt.Pittoni figuravit» per cui è stato proposto lo stesso terzetto della Tomba allegorica dell'arcivescovo Tillotson. Tuttavia il gusto della strutture architettonica, chiaramente influenzata dalle pitture di Andrea Pozzo, unita ad alcune non chiare espressioni nelle lettere di McSwiny fa propendere altri verso un intervento bolognese sotto alle figure inequivocabilmente pittonesche. L'identificazione del dedicatario viene dallo stemma con la torre ed il leone rampante coronato che sebbene comune con altre famiglie inglesi, tra queste solo gli Stanhope generarono un condottiero e statista come il primo conte James.
Non è stato pubblicato tra le incisioni e viene ritenuto uno dei dipinti rifiutati dal duca e fortunatamente venduti a sir William Morice, tuttavia uno schizzo del Vertue del 1747 la colloca nella sala da pranzo di Goodwood.

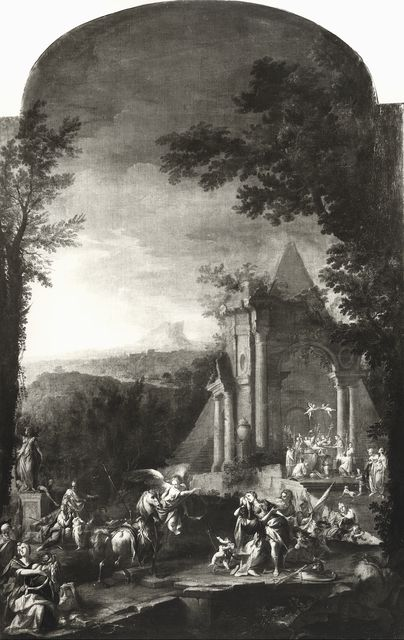
Francesco Monti, Pietro Paltronieri, Nunzio Ferrajuoli, Tomba allegorica di Sidney conte di Godolphin, 1730 circa, ubicazione ignota

#### Tomba allegorica di Sidney conte di Godolphin
Francesco Monti (figurista), Pietro Paltronieri il Mirandolese (prospettico), Nunzio Ferraiuoli (paesaggista), 1727, olio su tela, 220x142 cm, ubicazione ignota.
La tavola illustrativa fu incisa da Jacques Philippe Le Bas con i versi «Ingentes, oculo irretorto, / Spectat acervos» («guardi senza bieco occhio le ingenti / ricchezze accolte» – Orazio, Caminum, lib. 2, ode 2, 23-24); la tavola introduttiva fu disegnata dal Boucher e incisa da Charles Nicolas Cochin.

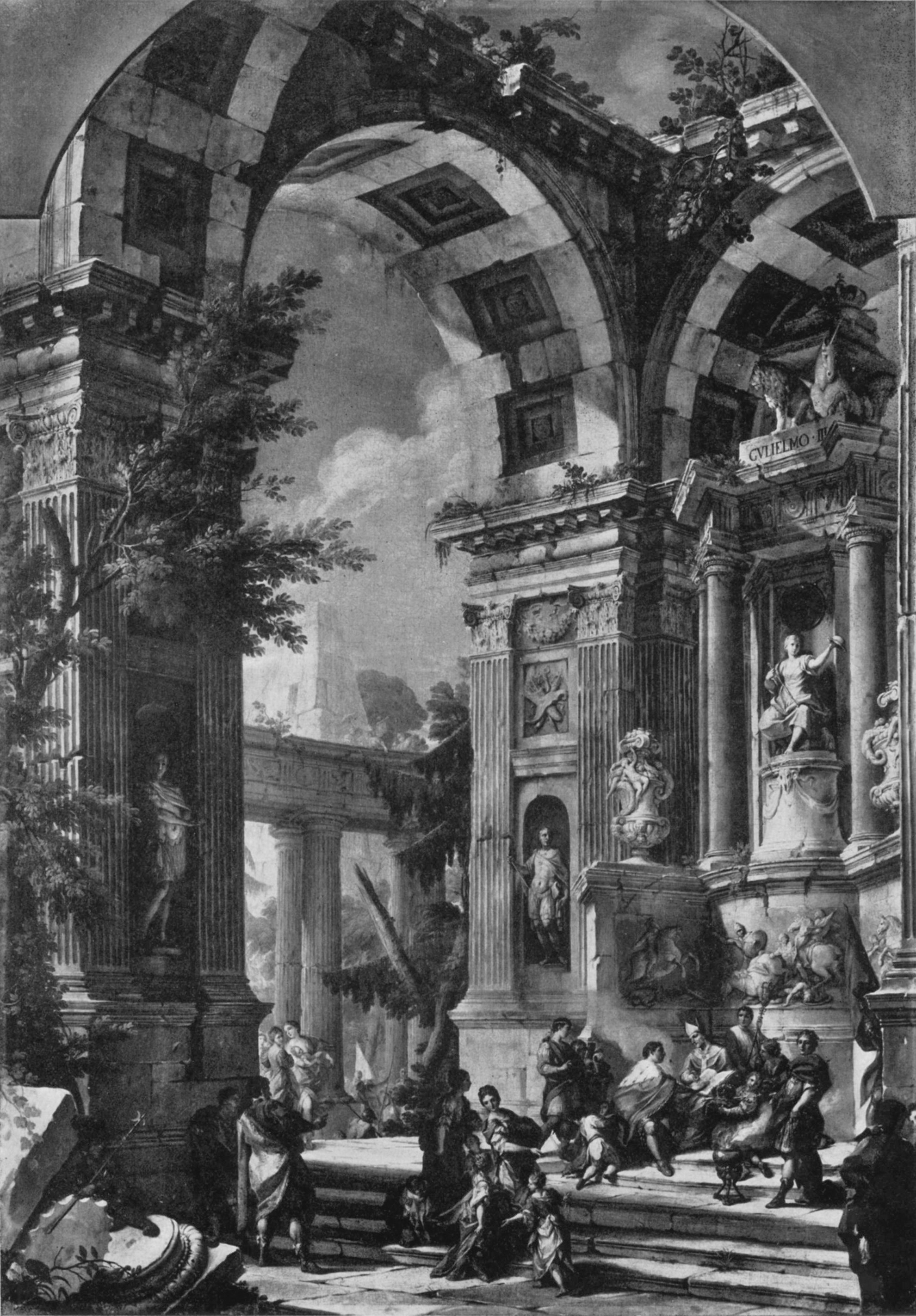
Antonio Balestra, Domenico e Giuseppe Valeriani, Giambattista Cimaroli, Tomba allegorica di Guglielmo III d'Orange, collezione del duca di Kent

#### Tomba allegorica di Guglielmo III d'Orange
Antonio Balestra (figurista), Domenico e Giuseppe Valeriani (prospettici), Giambattista Cimaroli (paesaggista), 1727-1730, olio su tela, 241x170 cm, Collezione Duca di Kent.
Al vertice del monumento sepolcrale svettano il Leone e l'Unicorno che sorregono un cuscino con la corona e lo scettro inglesi, una statua allegorica di difficile interpretazione domina il centro mentre più sotto i bassorilievi sul basamento rievoca certamente la battaglia del Boyne. Accanto alle figurista dal pacato accademismo del Balestra i fratelli Valeriani realizzarono le quinte architettoniche con una impostazione scenografica di derivazione bibbienesca. La vegetazione accennata da Cimaroli conferisce un tono pittoresco al complesso di rovine.
La tavola illustrativa fu incisa dal Tardieu con i versi «Everso missus / succurrere saeclo» (Virgilio, Georgiche, 1, 500-501); la tavola introduttiva fu disegnata dal Boucher e incisa da Pierre Louis Surugue.

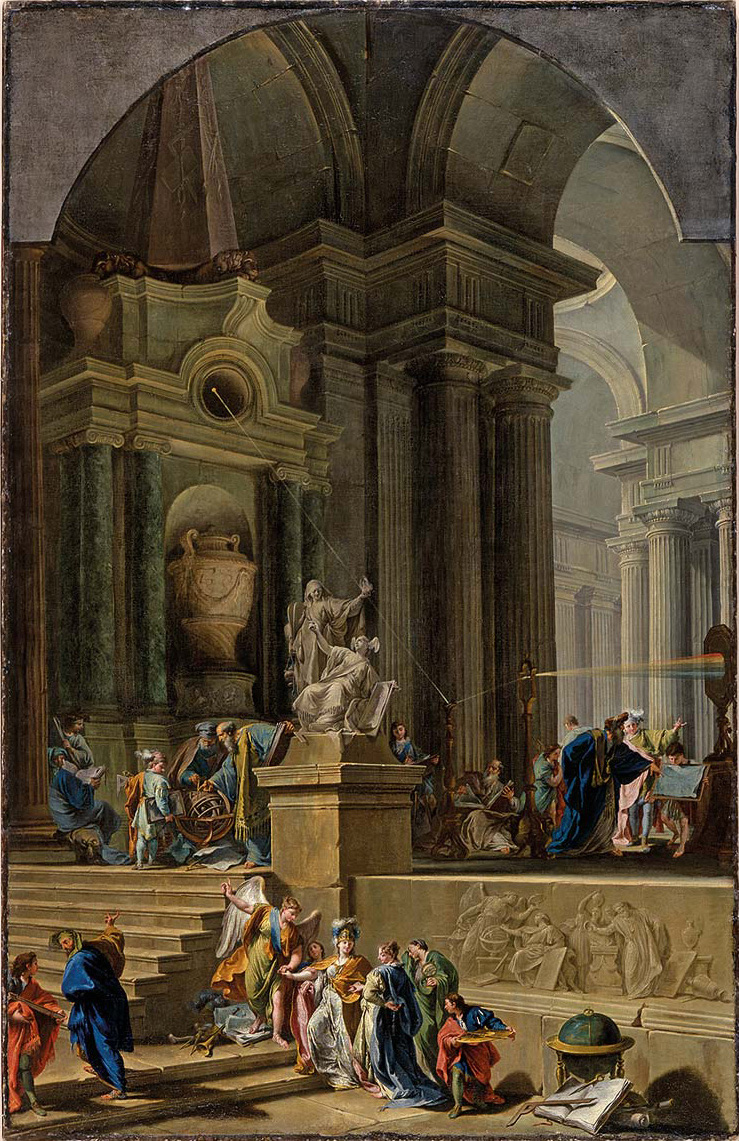
Giambattista Pittoni, Domenico e Giuseppe Valeriani, 1727-1730, olio su tela, Cambridge, Fitzwilliam Museum.

#### Tomba allegorica di Sir Isaac Newton
Giambattista Pittoni (figurista), Domenico e Giuseppe Valeriani (prospettici), 1727-1730, olio su tela, 220x139 cm, Cambridge, Fitzwilliam Museum. Sono note delle repliche autografe del Pittoni: una già nel mercato antiquario di Roma (210 x 135 cm) presenta diverse omissioni tra le figure e gli elementi architettonici rispetto al dipinto di Cambridge, l'altra in collezione privata a Vicenza è una variazione nello sviluppo in orizzontale della tela (155 x 219 cm).
Il dipinto è incentrato sull'esperimento della scomposizione della luce. Pittoni vi fa assistere una folla di astronomi, matematici e filosofi sia del passato che allora moderni, anche se in misura minore rispetto alle eccessive richieste di John Conduit, marito di una nipote di Newton. Sono variamente illuminati da una luce laterale e dominati dalle statue allegoriche della Scienza e della Verità.  In Baso Minerva preceduta dalla Fama alata incede verso la tomba. I fratelli Valeriani nel costruire l'alto ambiente chiaroscurato manifestano la loro consuetudine come scenografi presso il Ricci.

La tavola illustrativa fu incisa da Louis Desplaces con i versi «Vivida vis animi pervicit, et extra / Processit longe fiammantia moenia mundi, / Atque omne immensum peragravit mente animoque» («Il vigore del suo ingegno ebbe la meglio e andò lontano, oltre le mura fiammeggianti del mondo» – Lucrezio, De rerum natura, 1, 71-74); la tavola introduttiva fu disegnata da Pierre-Josse Perrot e incisa da Laurent Cars, a questa fu aggiunto un elogio di Fontenelle ornato da una testatina di Boucher incisa sempre dal Cars.

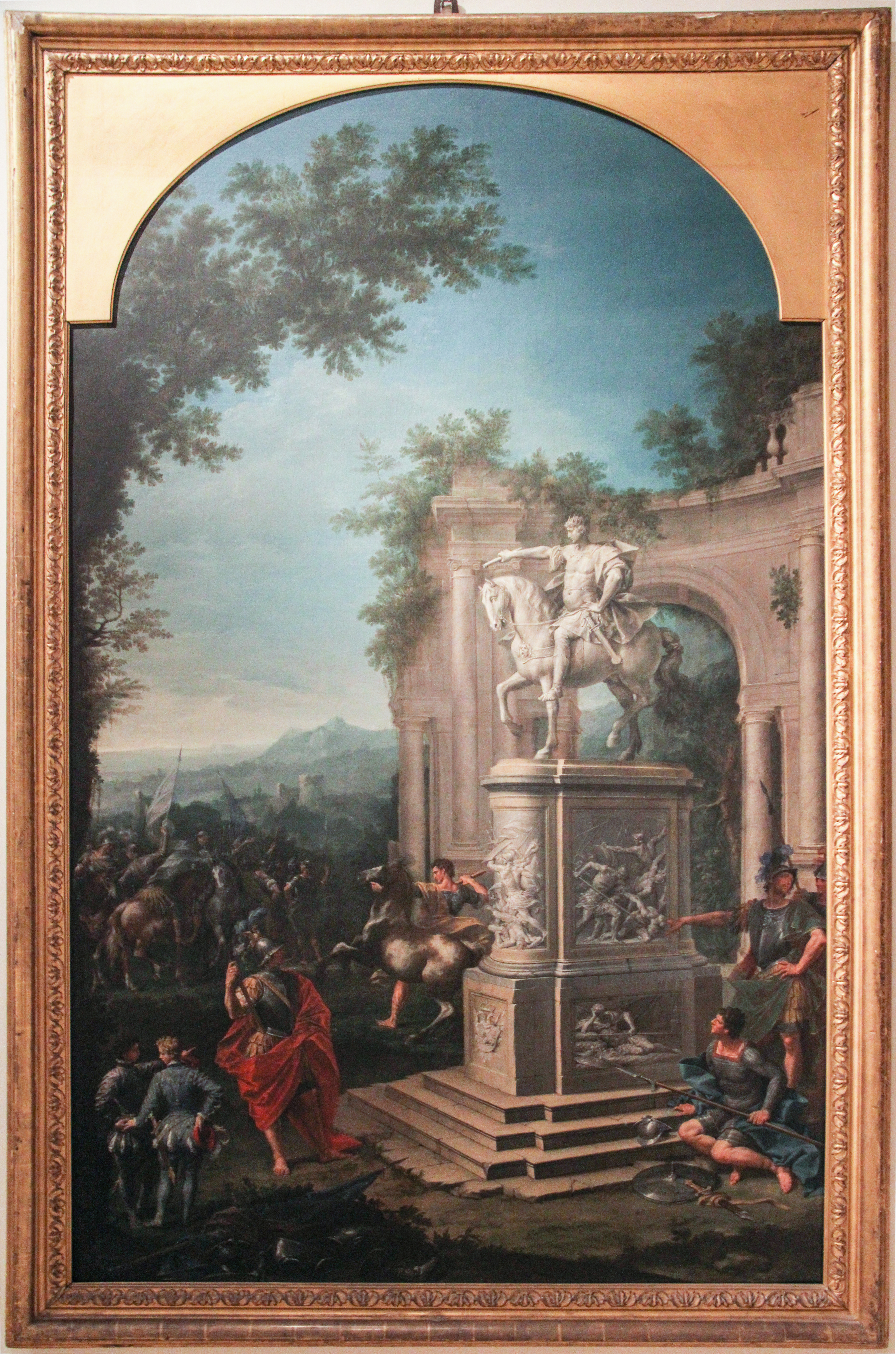
Donato Creti, Carlo Besoli, Nunzio Ferrajuoli, Tomba allegorica di John Churchill, duca di Marlborough, 1727-1730, Bologna, Pinacoteca Nazionale

#### Tomba allegorica di John Churchill, duca di Marlborough
Donato Creti (figurista), Carlo Besoli (prospettico), Nunzio Ferrajuoli (paesaggista), 1727/1730, 1729 circa, olio su tela, 220x140 cm, Bologna, Pinacoteca Nazionale.

Sopra un alto basamento ornato con scene di battaglia e le insegne della casta sta la statua equestre del duca. Il monumento è abbracciato da un'esedra diroccata, all'interno di questa e attorno alla statua figurano alcuni comandanti militari a sinistra due paggi ed entrando dallo sfondo una folla di cavalieri armati. La tavola illustrativa fu incisa dal Cars con i versi «Diram qui contuduit Hydram,  Notaque fatali portenta labore subegit, / Comperit invidiam Supremo fine domari» («Colui che schiacciò l'Idra tremenda e sottomise famigerati mostri con le fatiche impostegli dal fato, dovette convincersi che solo dalla morte è domata l'invidia» – Orazio. Epistole, 2, 1, 10-13); la elaborata tavola introduttiva fu disegnata dal Boucher ed incisa dal Cars.

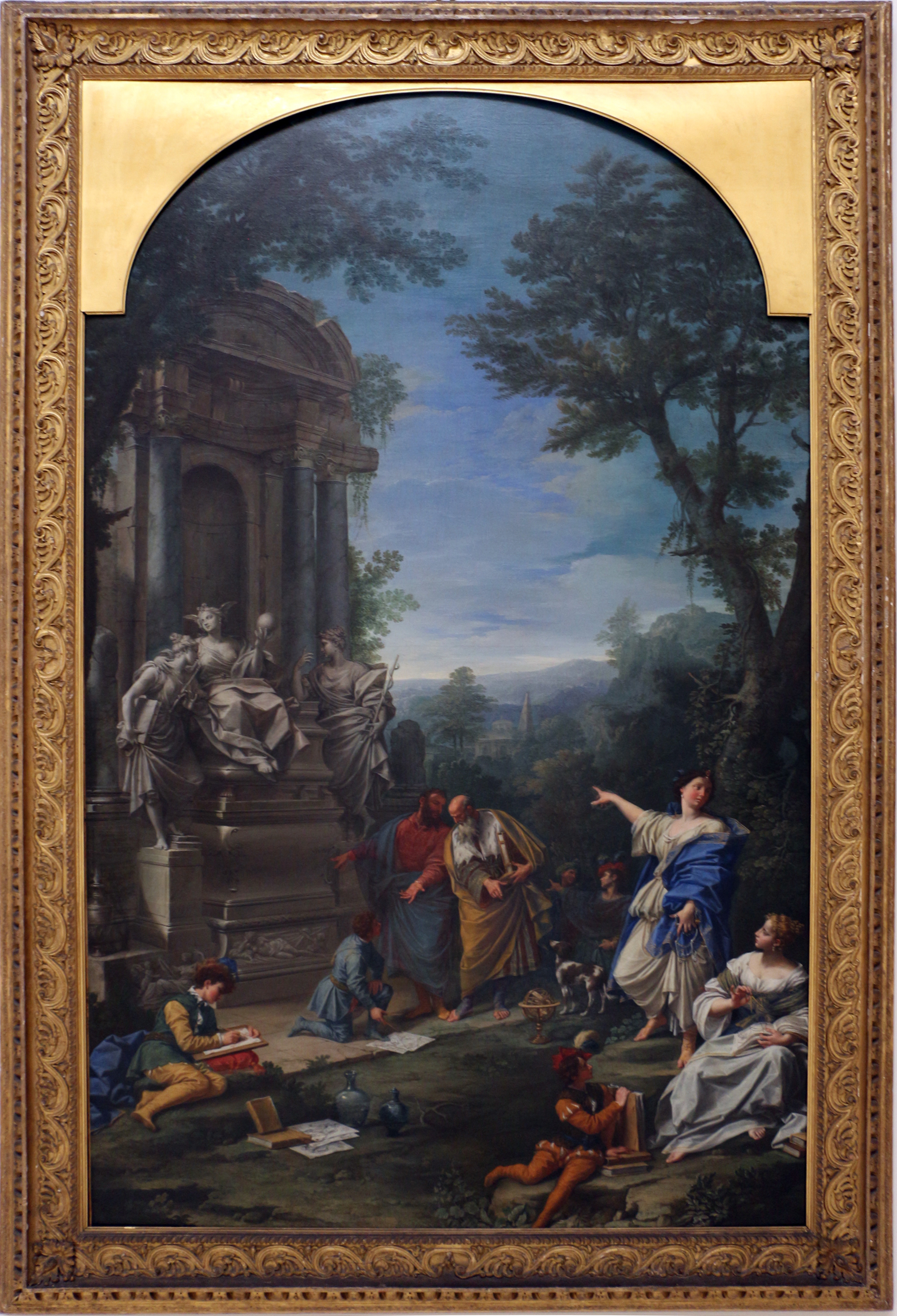
Donato Creti, Carlo Besoli, Nunzio Ferrajuoli, Tomba allegorica di Locke-Boyle-Sydenham, 1729, Bologna, Pinacoteca Nazionale

#### Tomba allegorica di Locke-Boyle-Sydenham
Donato Creti (figurista), Carlo Besoli (prospettico), Nunzio Ferrajuoli (paesaggista), 1729, olio su tela, 221x139,5 cm, Bologna, Pinacoteca Nazionale.
Ile statue del monumento appaiono dedicate alle arti liberali: «a sinistra la Filosofia, con scettro e libro, al centro la Matematica, col capo alato e la sfera in mano, a destra la Medicina». Tra le figure "viventi" che attorniano il sepolcro è possibile individuare una citazione della Scuola di Atene nei due anziani accosti e interpretare come un'allegoria della Verità la donna che indica con il braccio teso. I personaggi dedicatari eccelsero nelle loro discipline, John Locke nella filosofia, Robert Boyle nella matematica e Thomas Sydenham nella medicina ed erano anche legati da vincoli di amicizia. La tavola illustrativa fu incisa da Bernard Lépicié con il verso «Amor Sociavit, et Aetas» (Calpurnio Siculo, Eclogae, 2), È da notare che nella stampa viene citato tra i pittori "J. P.  Mirandolese" che corrisponde a Giuseppe Peraccini, un altro pittore di Mirandola, e non a Pietro Paltronieri, frequente collaboratore nei Tombeaux. La critica inoltre ha osservato che le prospettive realizzate dal Paltronieri per palazzo Aldovrandi nello stesso periodo hanno un carattere differente da quelle del quadro e si è considerato più preciso assegnare le quadrature al Besoli, altro pittore consueto nei ciclo. Altrettanto elaborata simbolicamente è la tavola introduttiva disegnata da François Boucher ed incisa da Claude Augustin Duflos le Jeune di cui si scrive sopra.

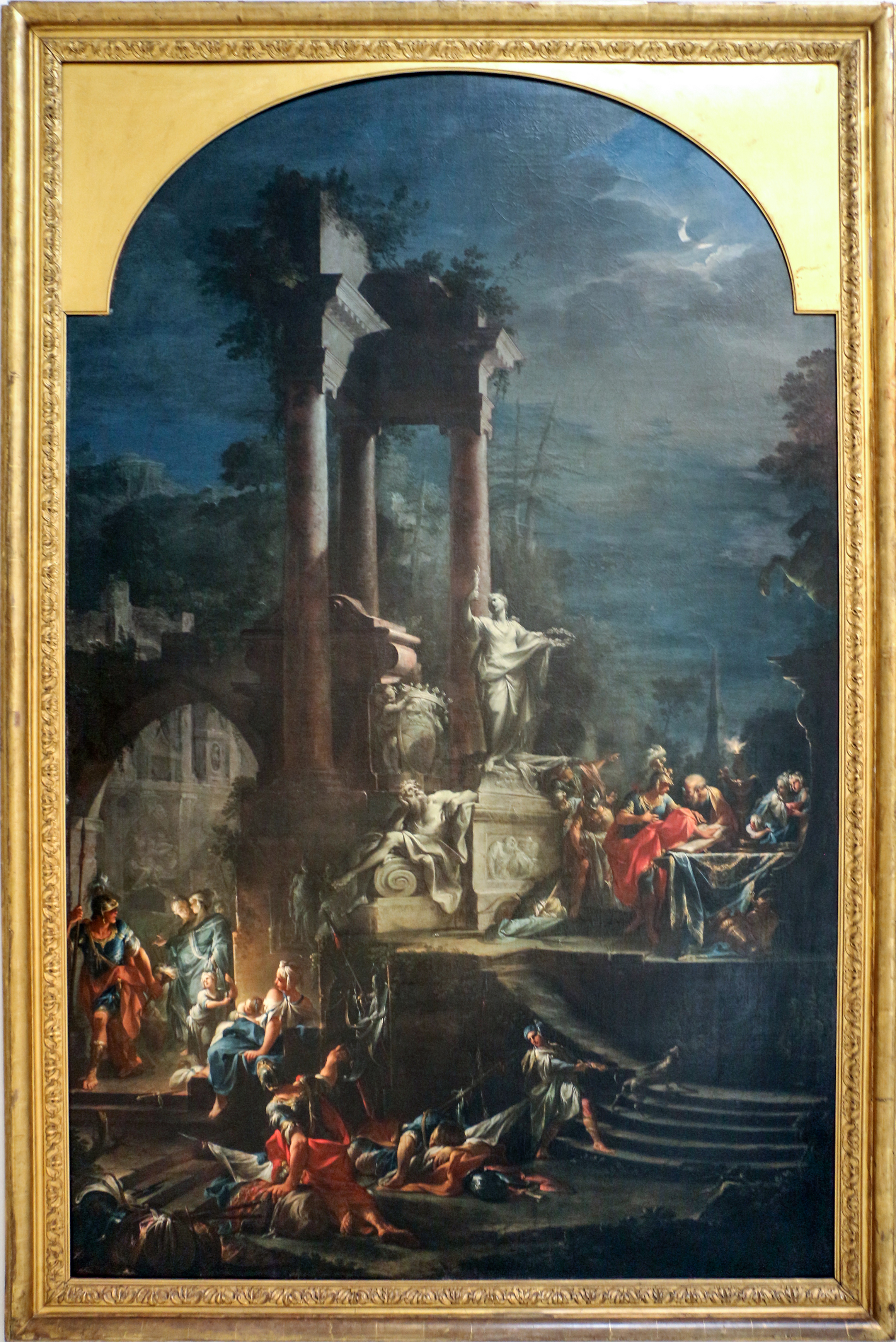
Francesco Monti, Pietro Paltronieri, Nunzio Ferrajuoli, Tomba allegorica di John Campbell, duca di Argyll, 1726 circa, Bologna, Pinacoteca Nazionale

#### Tomba allegorica di John Campebell, duca di Argyll
Francesco Monti (figurista), Pietro Paltronieri il Mirandolese (prospettico), Nunzio Ferraiuoli (paesaggista), 1730 circa, olio su tela, 217x157 cm, Bologna, Pinacoteca Nazionale.

L'ambiente rovinistico caratteristico del Mirendolese è immerso nella notte, come abbastanza usuale nei paesaggi del Ferrajuoli.  Illuminati dal chiarore lunare, sotto la statua della Gloria, e destra, è rappresentato lord Campebell, mentre giura su di un libro aperto. In basso, Sulla sinistra verso il basso, un gruppo di donne e di armati è illuminato vagamente dai bagliori delle fiaccole. Non è stato pubblicato tra le incisioni

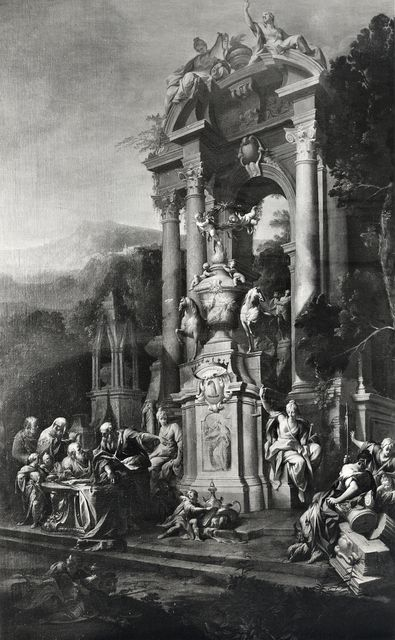
Bottega di Francesco Monti?, Tomba allegorica di William Cowper, 1730 circa, Bologna, Pinacoteca Nazionale

#### Tomba allegorica del cancelliere William Cowper
Bottega di Francesco Monti, 1730 circa, olio su tela, 193x130 cm, Bologna, Pinacoteca Nazionale; copia da un originale perduto di Francesco Monti (figurista), Gioseffo Orsoni (prospettico), Nunzio Ferraiuoli (paesaggista).
Questa copia presenta alcune omissioni rispetto alla stampa: il soldato, il cavallo con le due altre figure alle loro spalle in basso a sinistra e le quadrature risultano semplificate. Sotto al complesso monumento funebre è rappresentato il cancelliere mentre scrive. L'urna e affiancata da due statue equestri e sormontata da putti che reggono la fiaccola e l'alloro, simboli della fama. Sul fianco destro del basamento è riconoscibile la statua allegorica della Giustizia. La tavola illustrativa fu incisa dal Cochin con i versi «Silent, arrectisque auribus adstant» (Virgilio., Eneide. 1, 152), la tavola introduttiva disegnata dal Boucher fu incisa dal Beuvais.

#### Tomba allegorica di Giorgio I

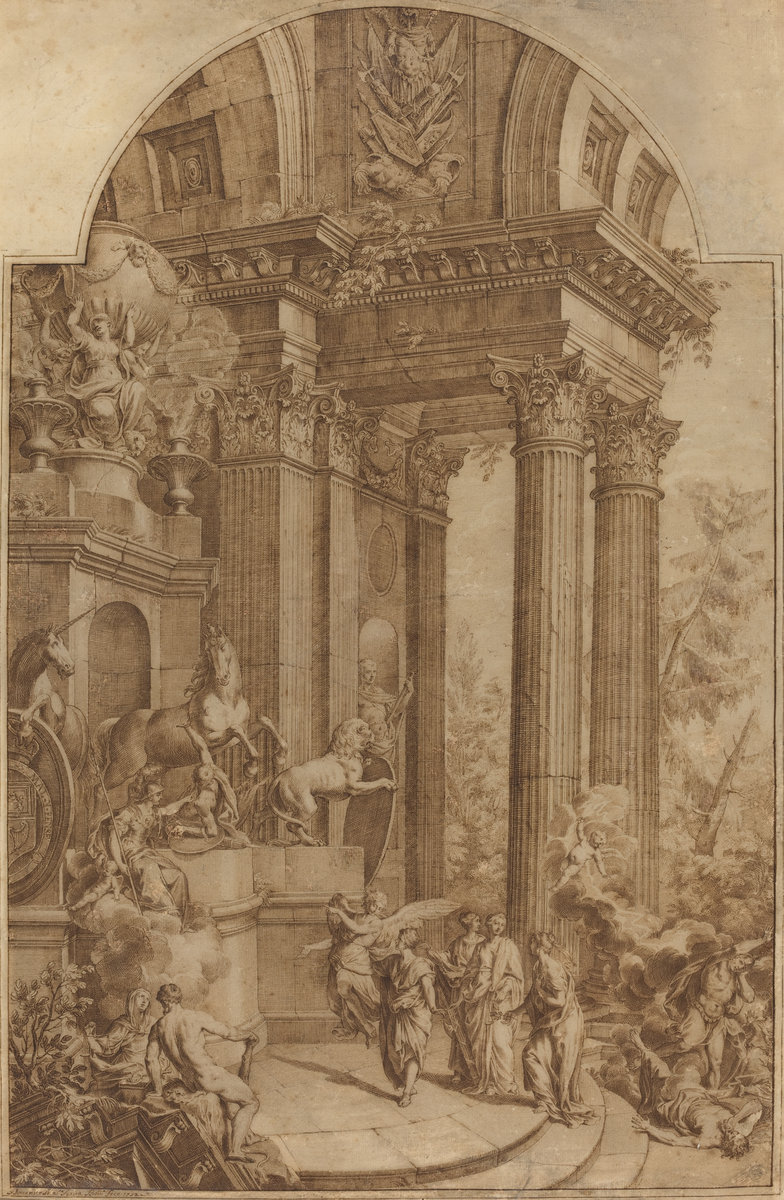
Domenico Fratta, Tomba allegorica di Giorgio I, 1732, penna su carta, 62,4 x 44,7 cm, Washington, National Gallery

Francesco Fernandi (figurista), Giuseppe Valeriani (prospettico e paesaggista). Non è stato pubblicato tra le incisioni ma ne sopravvive il disegno preparatorio.
È l'ultima opera individuata più precisamente grazie all'assegnazione al Fratta di uno dei disegni della National Gallery. Van Houtven la pubblica come un adattamento in verticale di un quadro con il medesimo soggetto, della collocazione ignota e noto solo da una fotografia. Nella fototeca dello Zeri appare invece un dipinto organizzato come gli altri della serie in una collezione privata londinese dal 1998. 

#### Altre opere individuate
Sono state individuate altre opere annunciate da McSwiny ma non pubblicate tra le incisioni e non sufficientemente studiate nelle attribuzioni e nell'iconografia.
- Tomba allegorica di Thomas 1º Marchese di Wharton, Donato Creti (figurista), Carlo Besoli (prospettico), Nunzio Ferrajuoli (paesaggista), 1730 circa, olio su tela, 218x139 cm, Ambasciata Inglese, Villa Wolkonsky, Roma. Una copia parziale è al Museu Nacional de Arte Antiga di Lisbona[49].
- Tomba allegorica di Joseph Addison, Donato Creti (figurista), Carlo Besoli (prospettico), Nunzio Ferrajuoli (paesaggista), 1730 circa, olio su tela, 217x138 cm, Ambasciata Inglese, Villa Wolkonsky, Roma.  Anche di questo una copia parziale è al Museu Nacional de Arte Antiga di Lisbona[50].

- Tomba allegorica di Lord Torrington; nota solo nella copia della bottega del Creti, 1730/1750, olio su tela, 191×122 cm, Fondazione Cassa di risparmio in Bologna[51].
- Tomba allegorica di lord SunderlandI; nota solo nella copia della bottega del Creti, 1730/1750, olio su tela, 162×117 cm, Fondazione Cassa di risparmio in Bologna (?)[52].
- Tomba allegorica di Charles Montagu, conte di Halifax; Donato Creti (figurista), Carlo Besoli (prospettico), Nunzio Ferrajuoli (paesaggista), 1730 circa, olio su tela, 217x138 cm, collezione privata, Roma[53]
- Tomba allegorica di Charles Montagu, conte di Halifax; Donato Creti (figurista), Carlo Besoli (prospettico), Nunzio Ferrajuoli (paesaggista), 1730 circa, olio su tela, 217x138 cm, collezione privata, Roma[53]
- Tomba allegorica del conte William Cadogan;  Francesco Monti (figurista), Pietro Paltronieri il Mirandolese (prospettico), Nunzio Ferraiuoli (paesaggista), 1730 circa, olio su tela, 220x140 cm, ubicazione ignota[54].

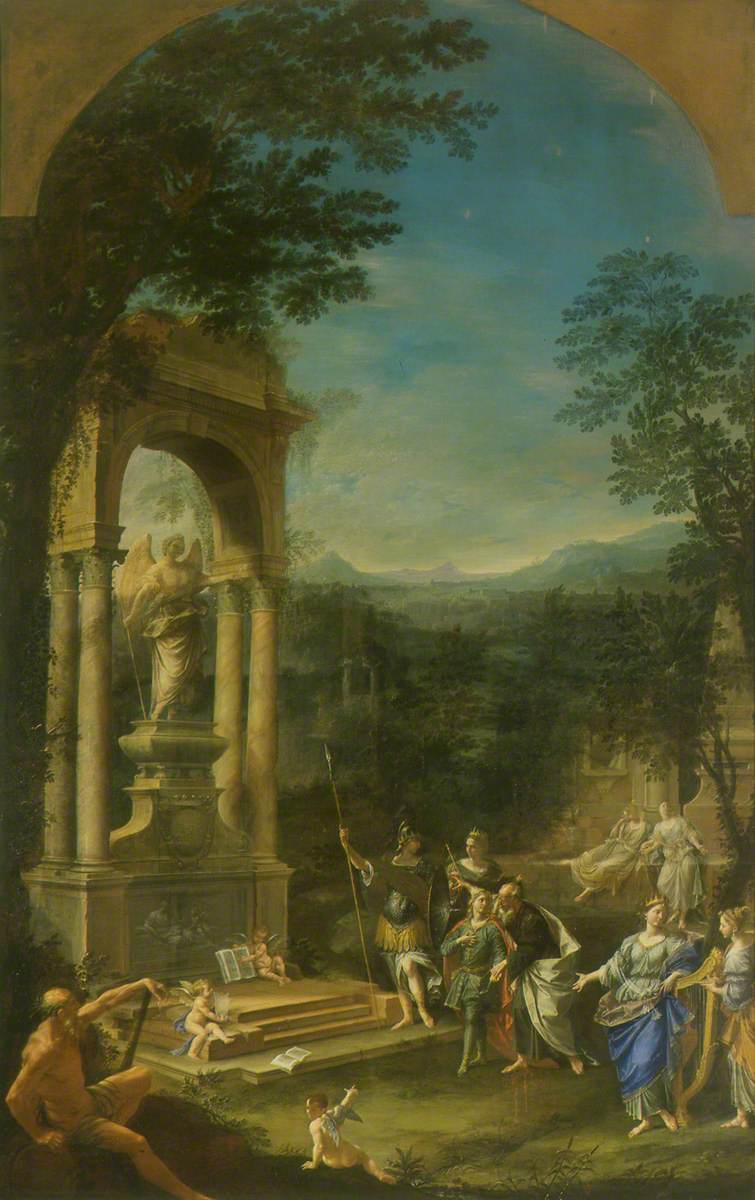
Donato Creti, Carlo Besoli, Nunzio Ferrajuoli, Tomba allegorica di Thomas 1º Marchese di Wharton, 1730 circa, Roma, Villa Wolkonsky
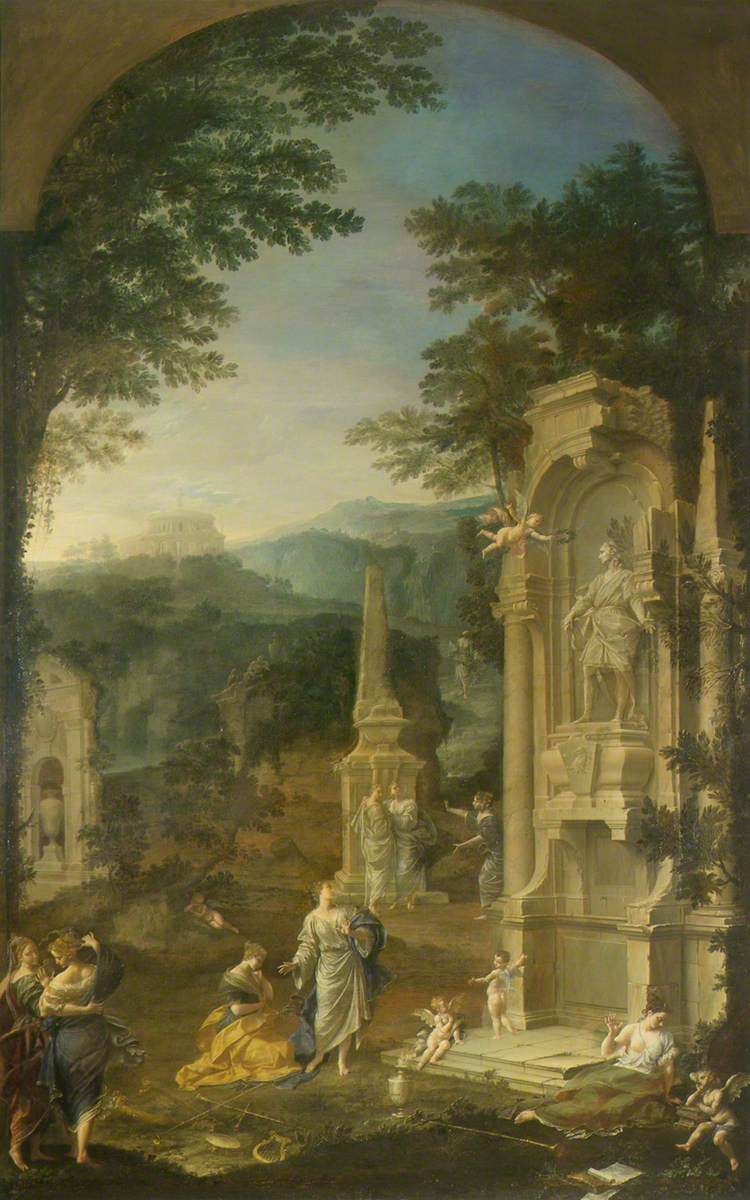
Donato Creti, Carlo Besoli, Nunzio Ferrajuoli, Tomba allegorica di Joseph Addison, 1730 circa, Roma, Villa Wolkonsky
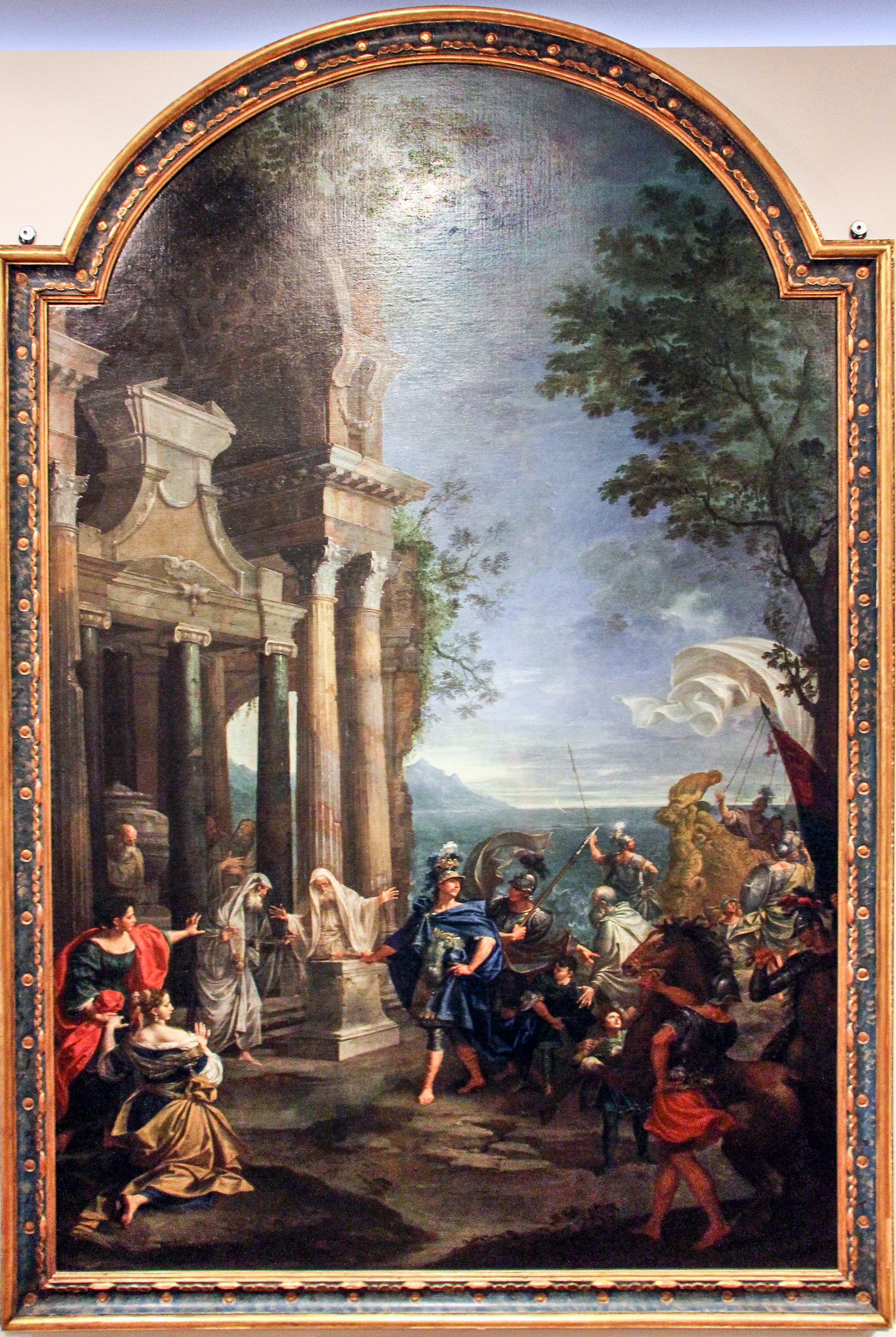
Bottega di Donato Creti, Tomba allegorica di Lord Torrington, 1730/1750, Fondazione Cassa di risparmio in Bologna
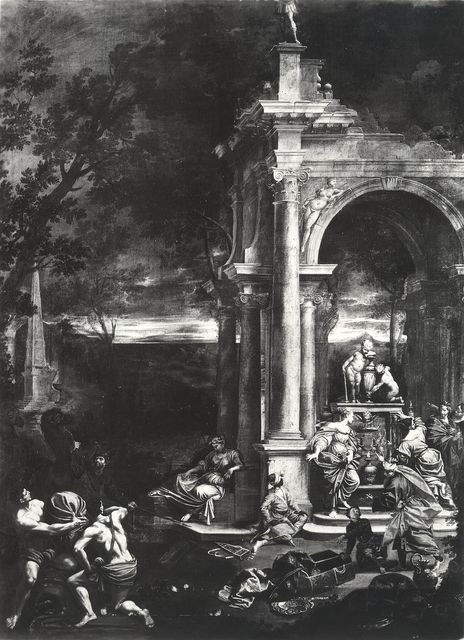
Bottega di Donato Creti, Tomba allegorica di lord SunderlandI, 1730/1750, Fondazione Cassa di risparmio in Bologna (?)
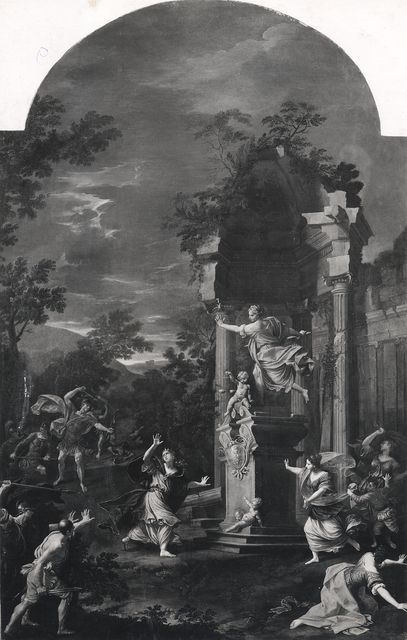
Donato Creti, Carlo Besoli, Nunzio Ferrajuoli, Tomba allegorica di Charles Montagu, conte di Halifax,, 1730 circa, Roma, collezione privata
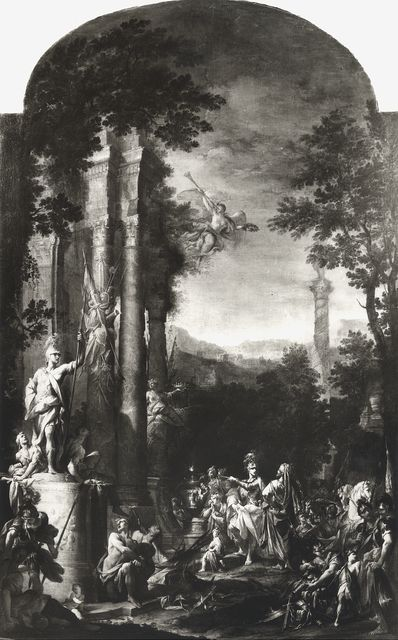
Francesco Monti, Pietro Paltronieri, Nunzio Ferraiuoli, Tomba allegorica del conte William Cadogan, 1730 circa, ubicazione ignota